# Nekropole von Cala Morell
Koordinaten: 40° 2′ 58″ N, 3° 52′ 57,2″ O

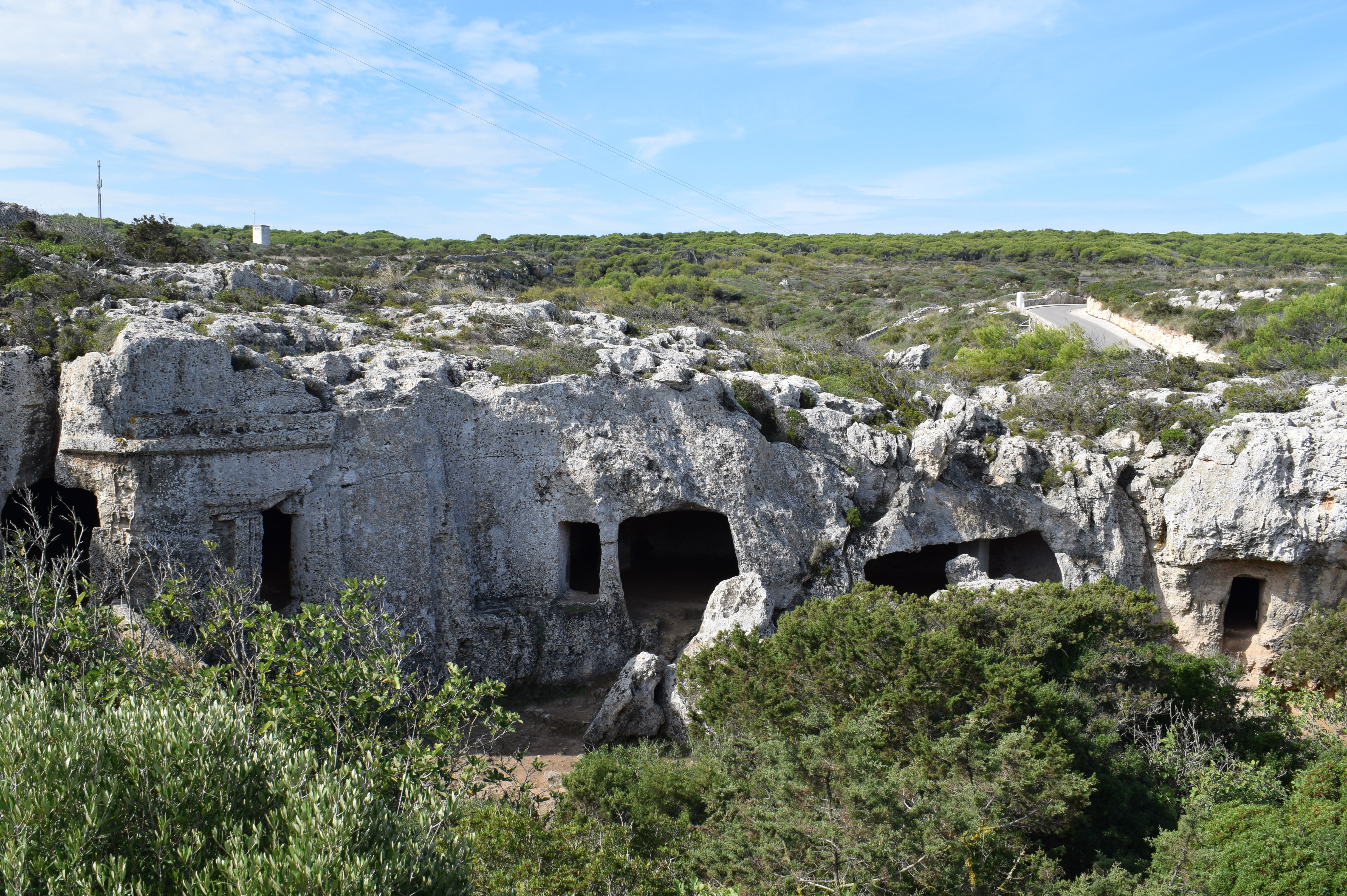
Blick auf die Fassaden der Höhlen 1 bis 4 (v. r. n. l.)

Die Nekropole von Cala Morell (auch Necròpolis de Son Morell Nou genannt) ist eine archäologische Stätte in der Gemeinde Ciutadella auf der spanischen Baleareninsel Menorca. Es handelt sich um einen Komplex aus 14 künstlichen Höhlen, der von der Bronze- über die Eisenzeit bis in das zweite Jahrhundert n. Chr. als Bestattungsort genutzt wurde.

## Lage
Die Nekropole befindet sich auf 41 m Höhe in einer kleinen Schlucht in der Nähe eines Naturhafens an der Nordküste Menorcas. Auf der Landzunge, die den Hafen nördlich begrenzt, befindet sich die bronzezeitliche Küstensiedlung von Cala Morell, die in der zweiten Hälfte des 2. Jahrtausends v. Chr. bewohnt war.
Heute liegt zwischen beiden archäologischen Fundstätten die Feriensiedlung Cala Morell. Zur Nekropole fährt man – von Ciutadella kommend – am ersten Kreisverkehr im Ort links und erreicht nach ungefähr 200 m mehrere kleine Parkplätze. An der Fundstätte stehen Informationstafeln. Sie ist ganzjährig frei zugänglich.

## Beschreibung
Das Innere der größeren Höhlen ähnelt dem runden Baustil der Wohngebäude aus der posttalayotischen Zeit (550 bis 123 v. Chr.). Einige haben kleine Vorhöfe. In Cala Morell sind sowohl ebene Höhlen als auch Höhlen mit gestuften Böden zu finden. Säulen grenzen mitunter die aus dem Fels gehauenen Räume ab. Eine Höhle weist an der Fassade Reliefs auf.
Höhle 1: Die runde Höhle besitzt an ihrem Ende eine kleine Vertiefung im Boden, die mit Opferritualen in Verbindung gebracht wird, die im Inneren abgehalten wurden. An den Wänden sind die Bearbeitungsspuren der verwendeten Werkzeuge noch deutlich sichtbar. Der rechteckige Eingang liegt etwas höher als der Boden der Höhle. Von Innen sind Pilaster und ein Türsturz angedeutet. Die äußere Fassade ist flach, ein wenig konkav ausgearbeitet. Die zum Zugang führende Steintreppe ist neueren Datums. Die Höhle ist 7,20 m lang, 7,70 m breit und 2,30 m hoch.
Höhle 2: Die Fassade der Höhle ist eingestürzt. Der Zugang ist von Höhle 3 über eine später gebrochene Öffnung möglich. Bemerkenswert ist eine dezentral stehende Säule von rechteckigem Querschnitt die in einem Kapitell aus zwei aufeinander gesetzten umgekehrten Pyramidenstümpfen endet. Sie erinnert an eine Taula, ein aus zwei in Form des Buchstaben „T“ übereinandergelegten Monolithen gebildetes Monument, das auf Menorca das Zentrum posttalayotischer Kultstätten bildet. Im hintersten Winkel der Höhle befindet sich eine kleine Nische. Obwohl alle Höhlen in Cala Morell schon vor langer Zeit geplündert wurden, fand man in Höhle 2 noch einige menschliche Knochen und Keramikscherben aus posttalayotischer Zeit. Die Höhle ist 8,10 m lang, 8,30 m breit und 2,15 m hoch.
Höhle 3: Von der ursprünglich konkaven Fassade ist nur der linke Teil mit der rechteckigen Zugangsöffnung übrig geblieben, der etwas über dem Niveau des Höhlenbodens liegt. Die rechte Seite der Fassade ist zerstört. Über eine Öffnung kann man die benachbarte Höhle 2 erreichen. Der Grundriss der Höhle ist irregulär. An der hinteren Wand ist ein Pilaster ausgearbeitet, der den Innenraum in zwei Bereiche aufteilt. Rechts vom Pilaster befindet sich im Boden eine kleine runde Vertiefung. Die Maße der Höhle sind: Länge 7 m, Breite 8,80 m, Höhe 2,25 m.

Ansichten der Höhlen 1 bis 3
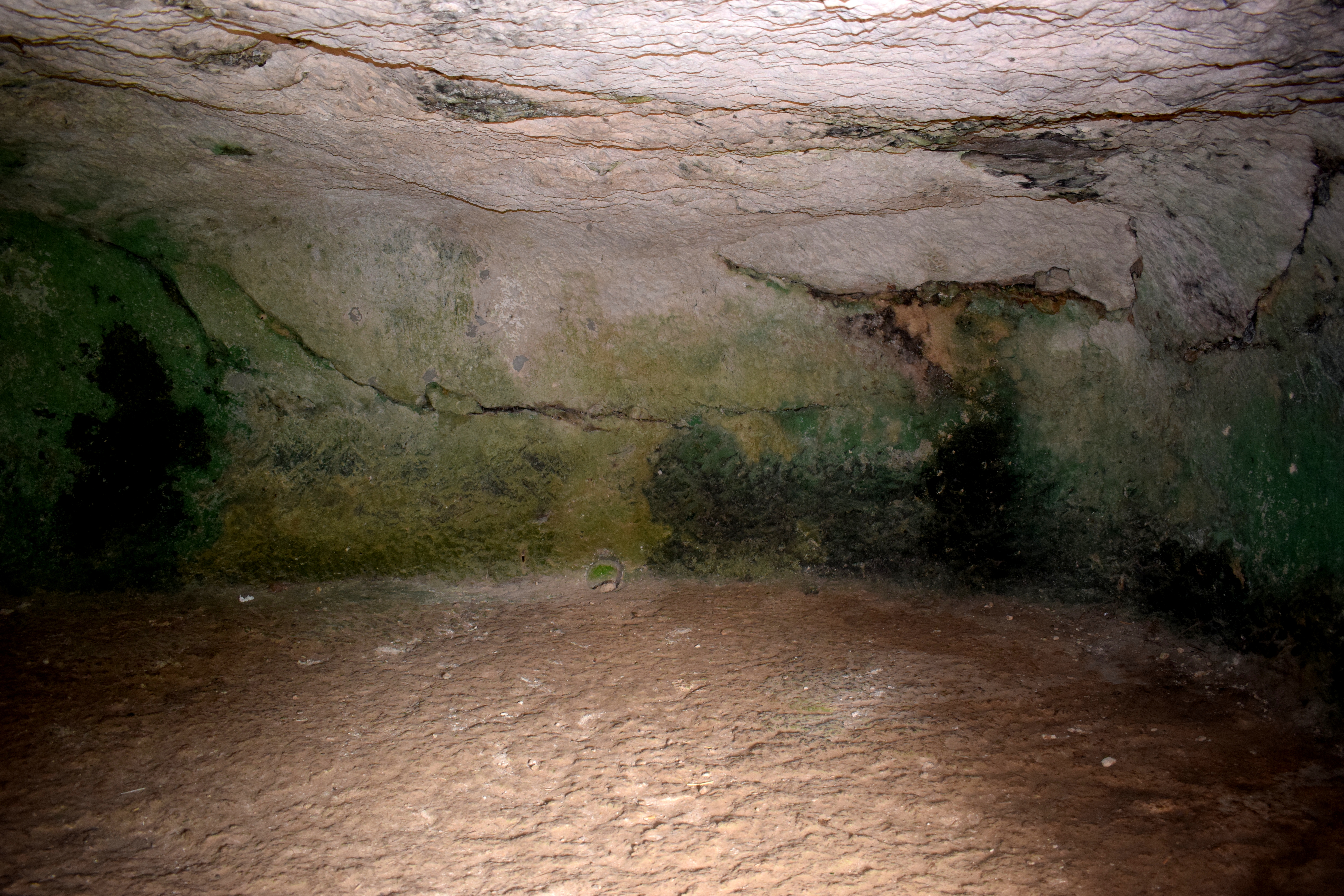
Blick in Höhle 1
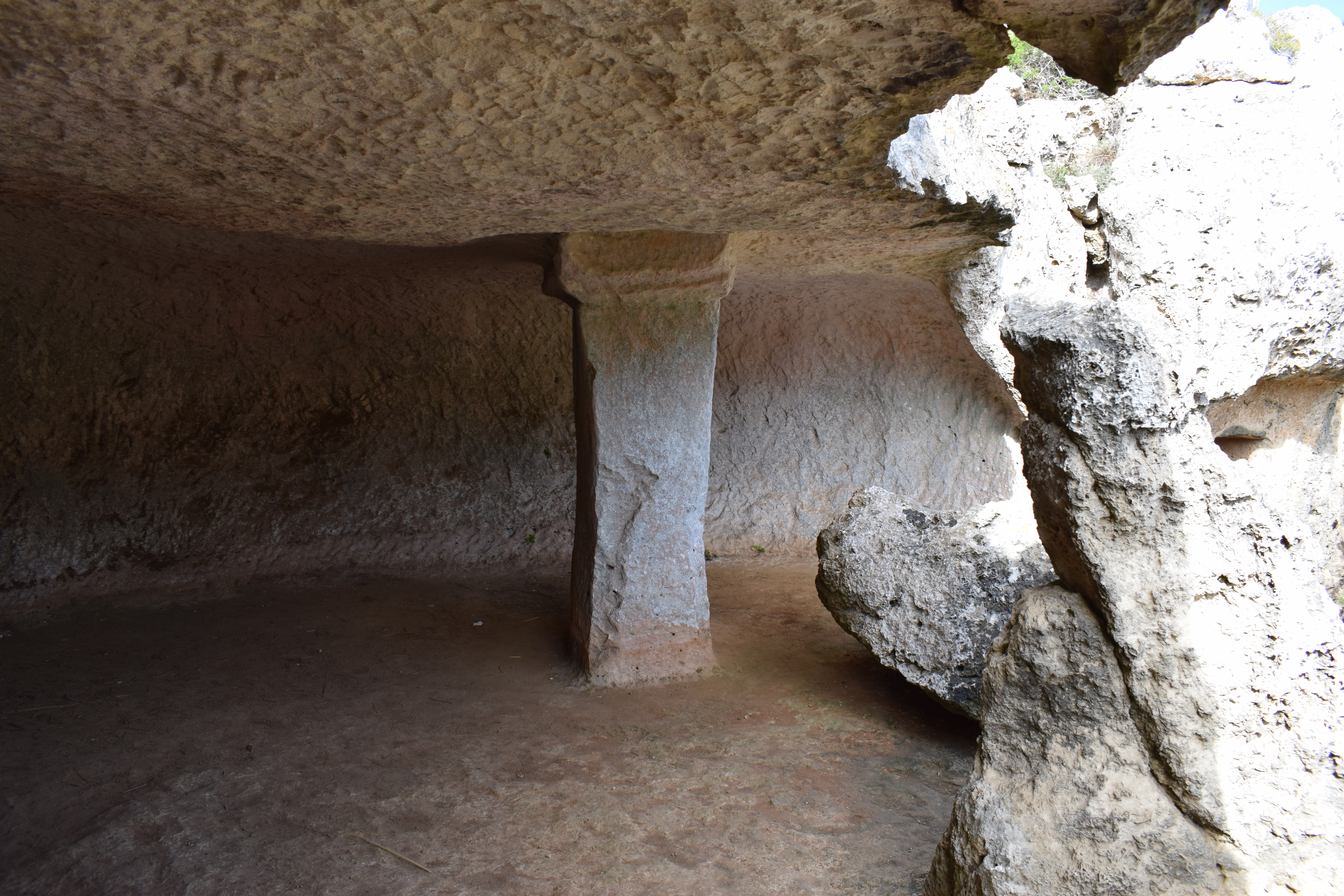
Höhle 2
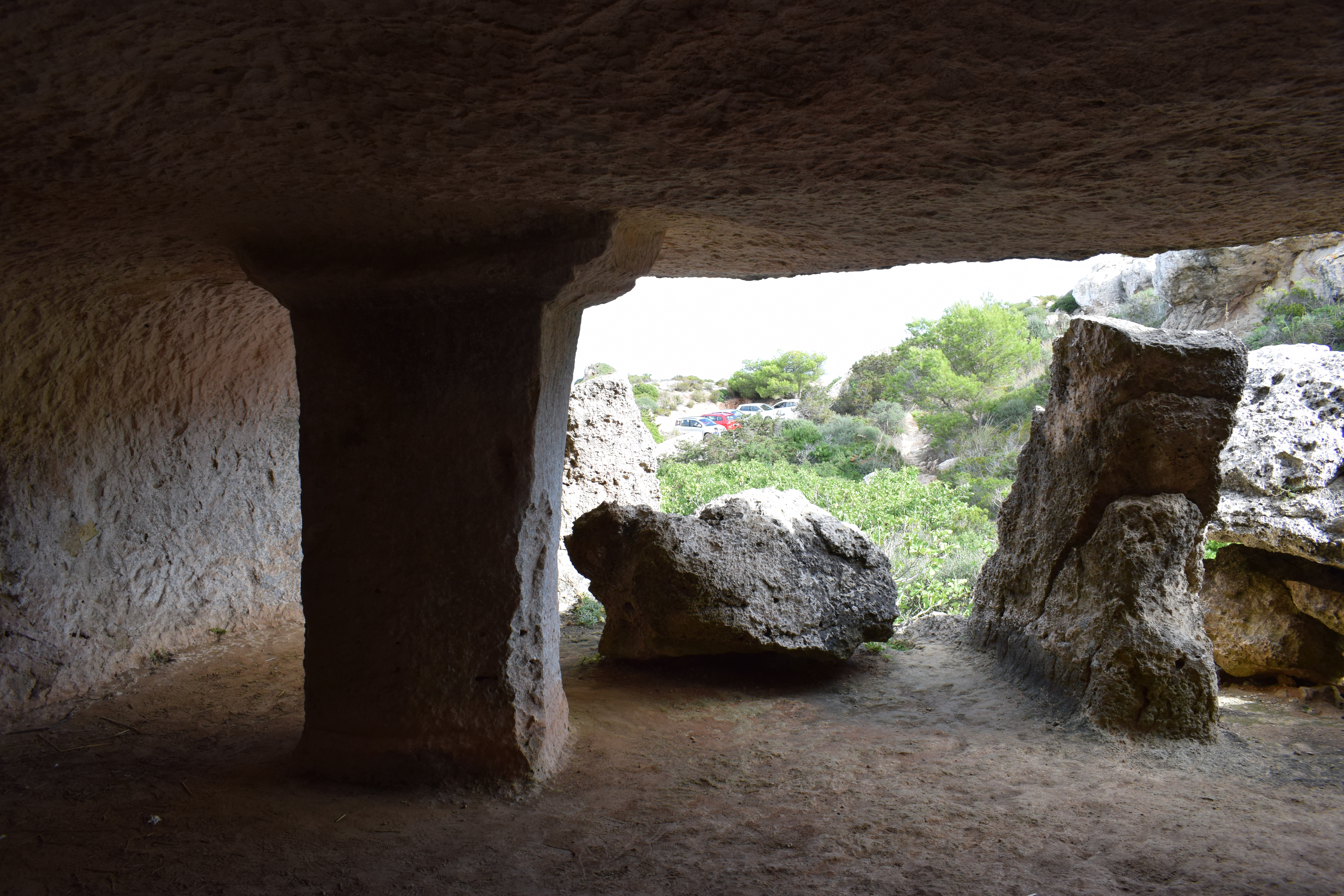
Höhle 2: Blick zur eingestürzten Fassade
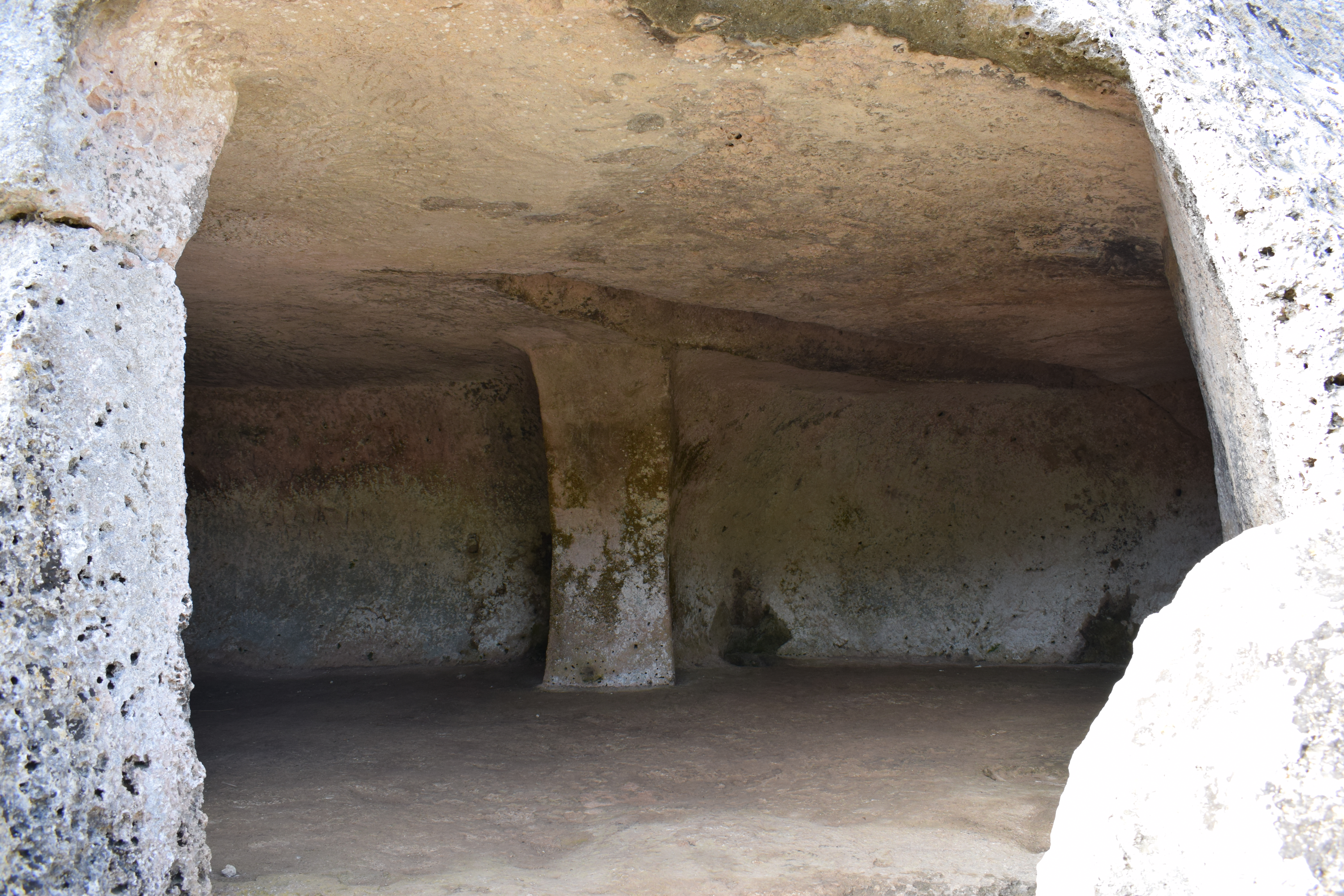
Höhle 3 mit Pilaster und Vertiefung rechts davon
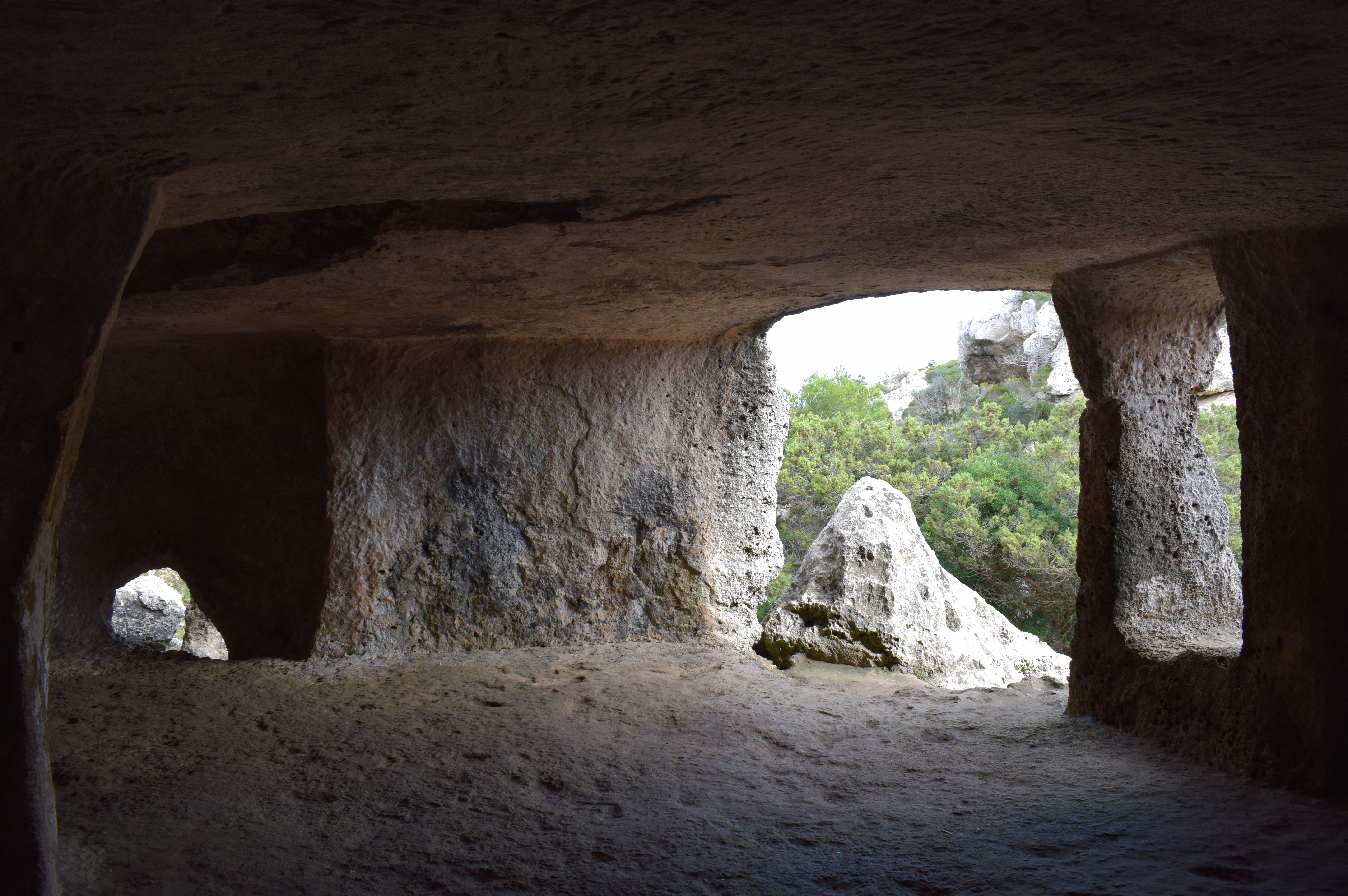
Höhle 3: links der Durchstieg zur Höhle 2; ganz rechts der originale Eingang

Höhle 4: Die Höhle hebt sich von den anderen durch die Reliefgestaltung an der äußeren Fassade ab. Letztere ist leicht konkav gestaltet und befindet sich unter einem deutlich ausgearbeiteten Gesims. Der Höhleneingang ist auf beiden Seiten von Flachreliefs eingefasst, die ihn wie das von Säulen flankierte Tor eines Gebäudes wirkten lassen. Der heutige Zutritt erfolgt jedoch durch eine in späteren Zeiten gebrochene Öffnung links vom alten Eingang. Der Grundriss der Höhle ist komplex. Es gibt eine Reihe von Nebenkammern, deren Böden gegenüber der Hauptkammer erhöht sind. Vor der zentralen Säule mit quadratischer Basis befindet sich ein rechteckiger erhöhter Bereich, der wiederum eine rechteckige Vertiefung aufweist. Die Höhle ist 10,30 m lang und 11,80 m breit.
Capades de moro: Auf halbem Weg zwischen den Höhlen 4 und 5 befinden sich in der Wand einige capades de moro, kleinere runde Nischen, die häufig in posttalayotischen Nekropolen sowohl innerhalb wie außerhalb der Höhlen anzutreffen sind. Ihre genaue Funktion ist unbekannt, aber sie stehen zweifellos in Verbindung mit Bestattungsriten. Sie werden manchmal als Kinder- oder als Urnengräber gedeutet.

Ansichten der Höhle 4
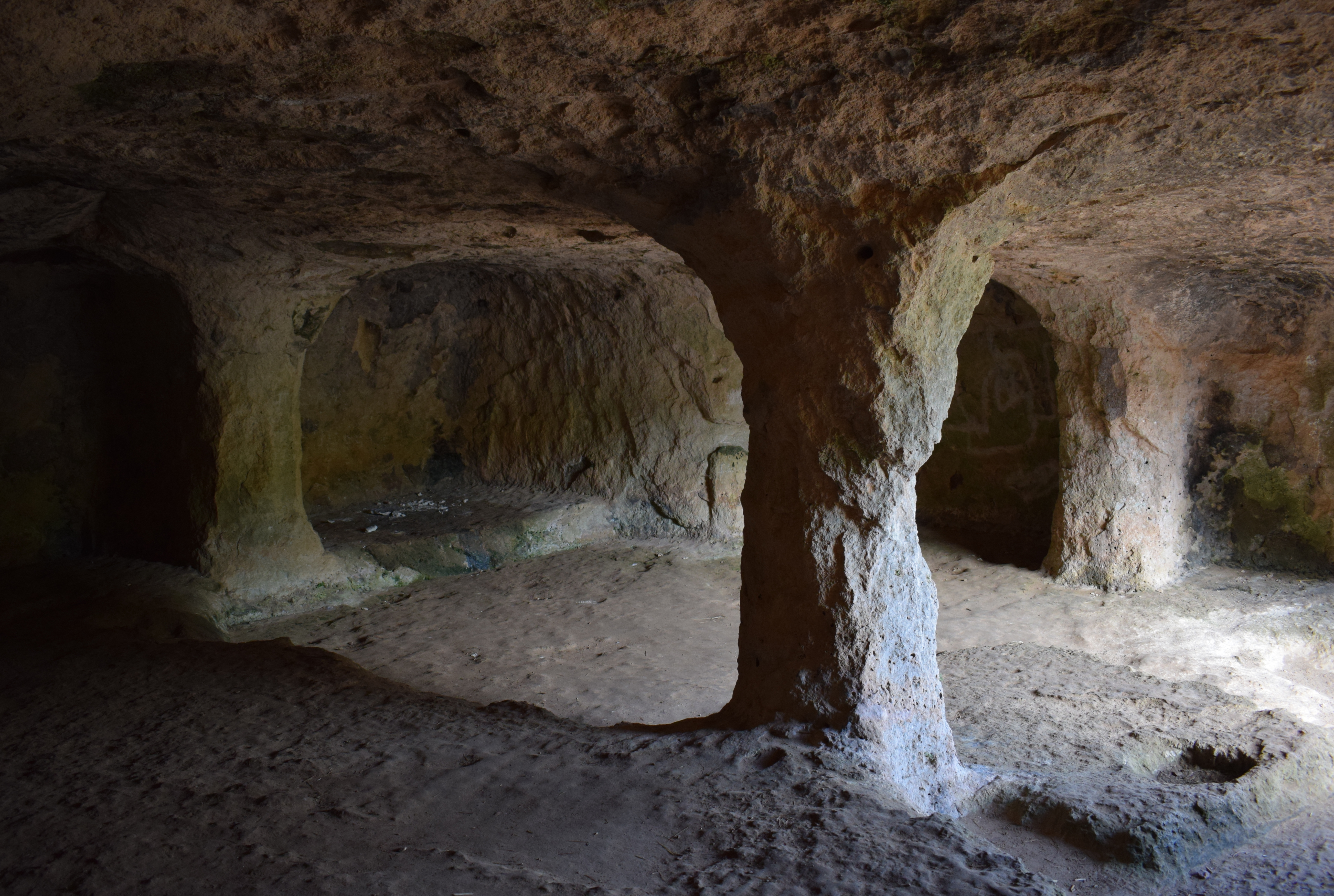
Höhleninneres mit Nebenkammern
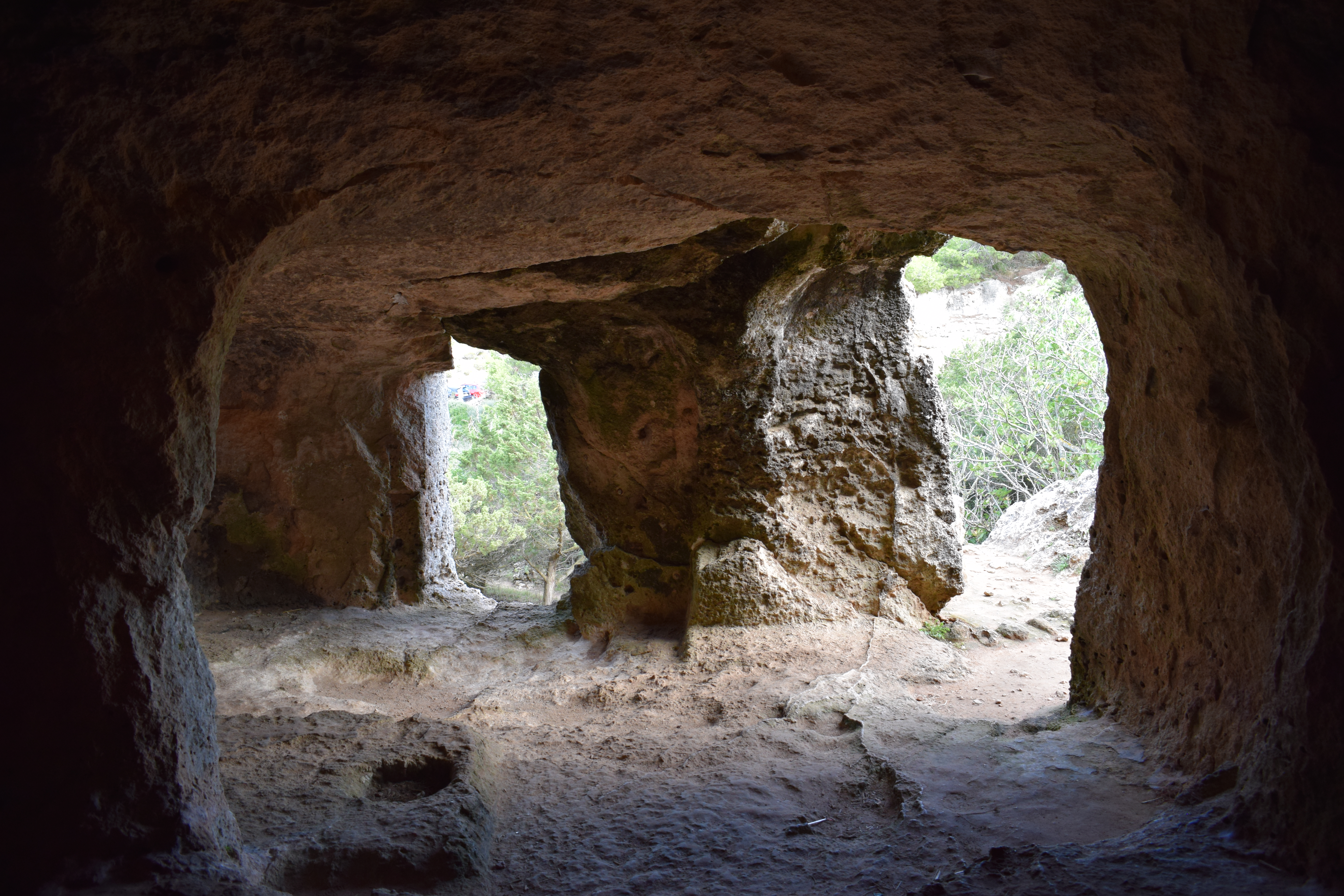
Alter Zugang (links) und neuer (rechts)
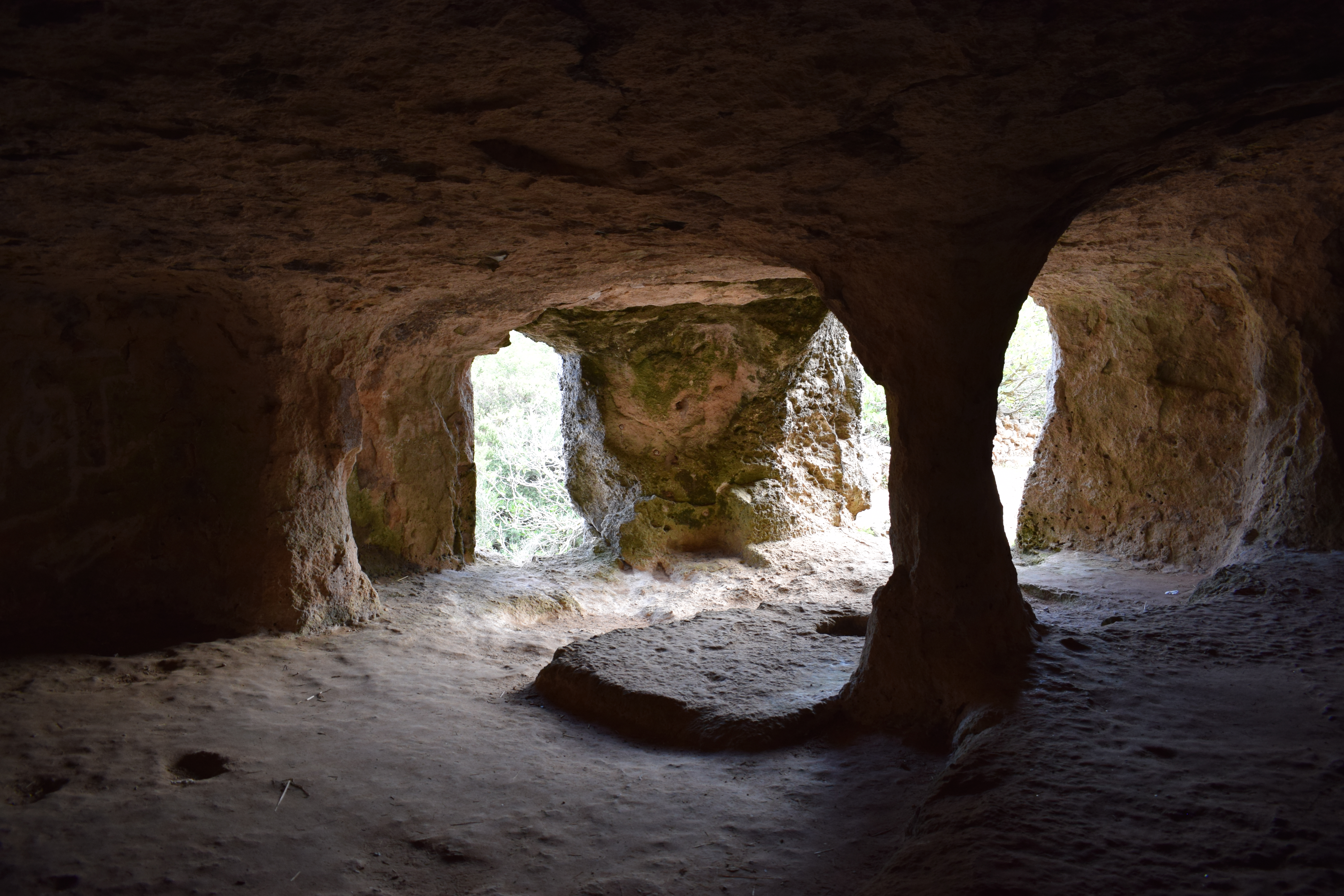
Deutlich erkennbar die erhöhte Fläche vor der Säule
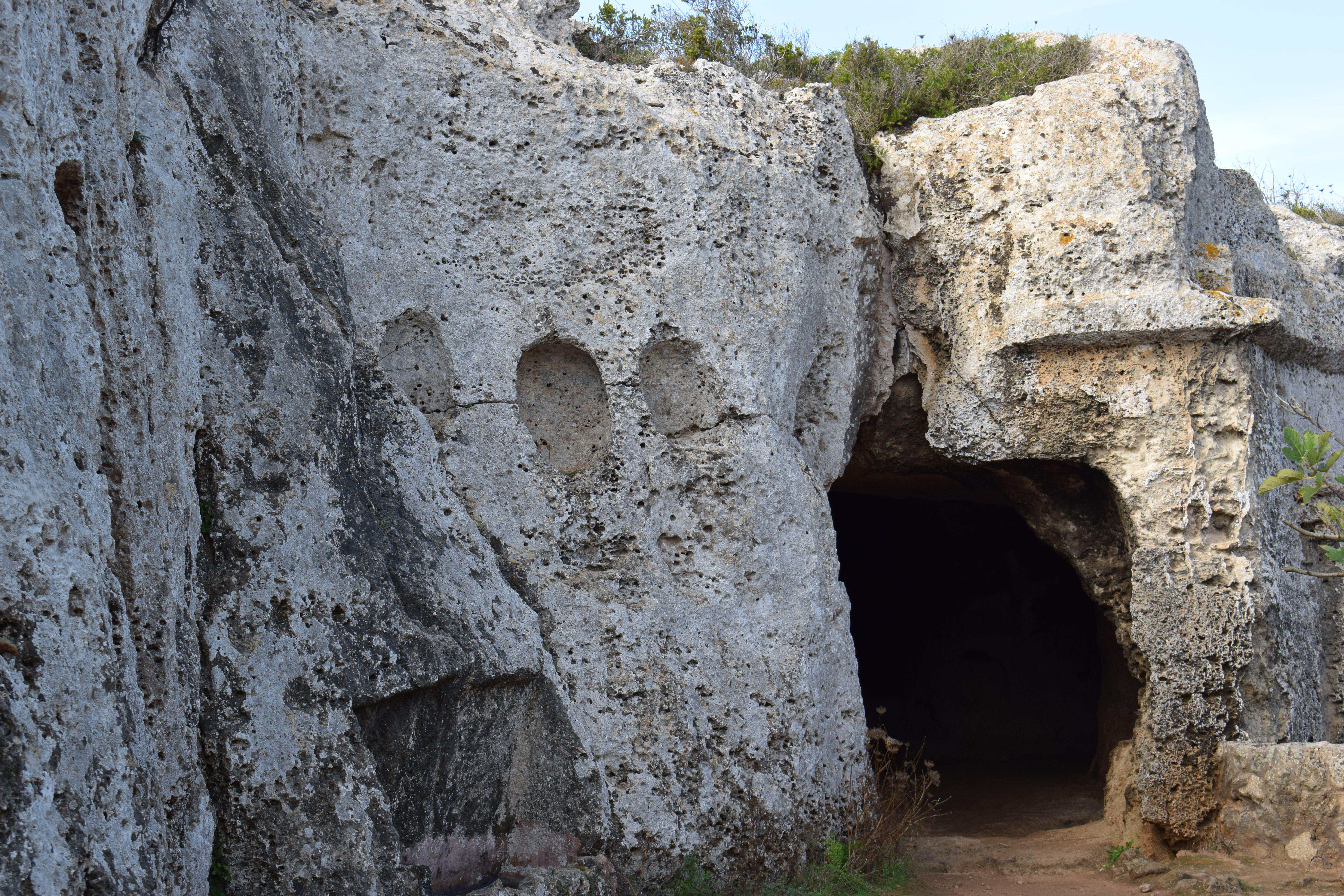
Capades de moro neben dem heutigen Zugang
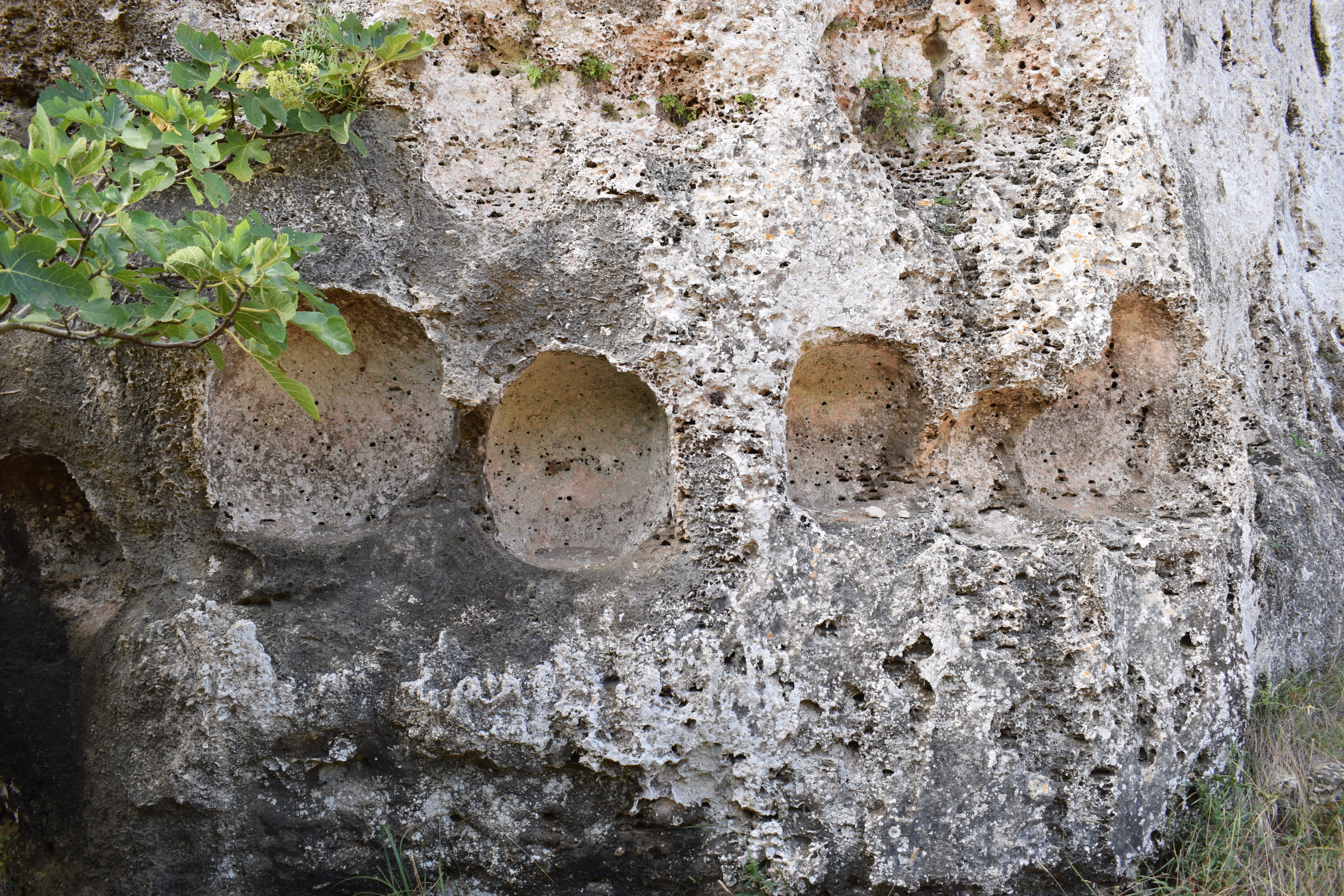
Capades de moro (Detail)

Höhle 5: Die Höhle besitzt einen eher runden Grundriss, läuft am tiefsten Ende aber in einer Apsis aus. Der Boden liegt unter dem Niveau der rechteckigen Zugangsöffnung. Der Raum wird durch zwei Säulen gegliedert. Auf der linken Seite befindet sich eine Nische, deren ebener Boden eine runde Vertiefung aufweist. Die Höhle wurde in der Vergangenheit als Zisterne genutzt. Dazu wurde der Zugang verschlossen und ein Schacht durch die Decke gebohrt. Rechts vom Höhleneingang befindet sich ein in die Wand gehauener Trog, der mit dem Wasser der Zisterne gefüllt wurde. Die Höhle ist 9,80 m lang, 10,20 m breit und 2,20 m hoch.

Ansichten der Höhle 5
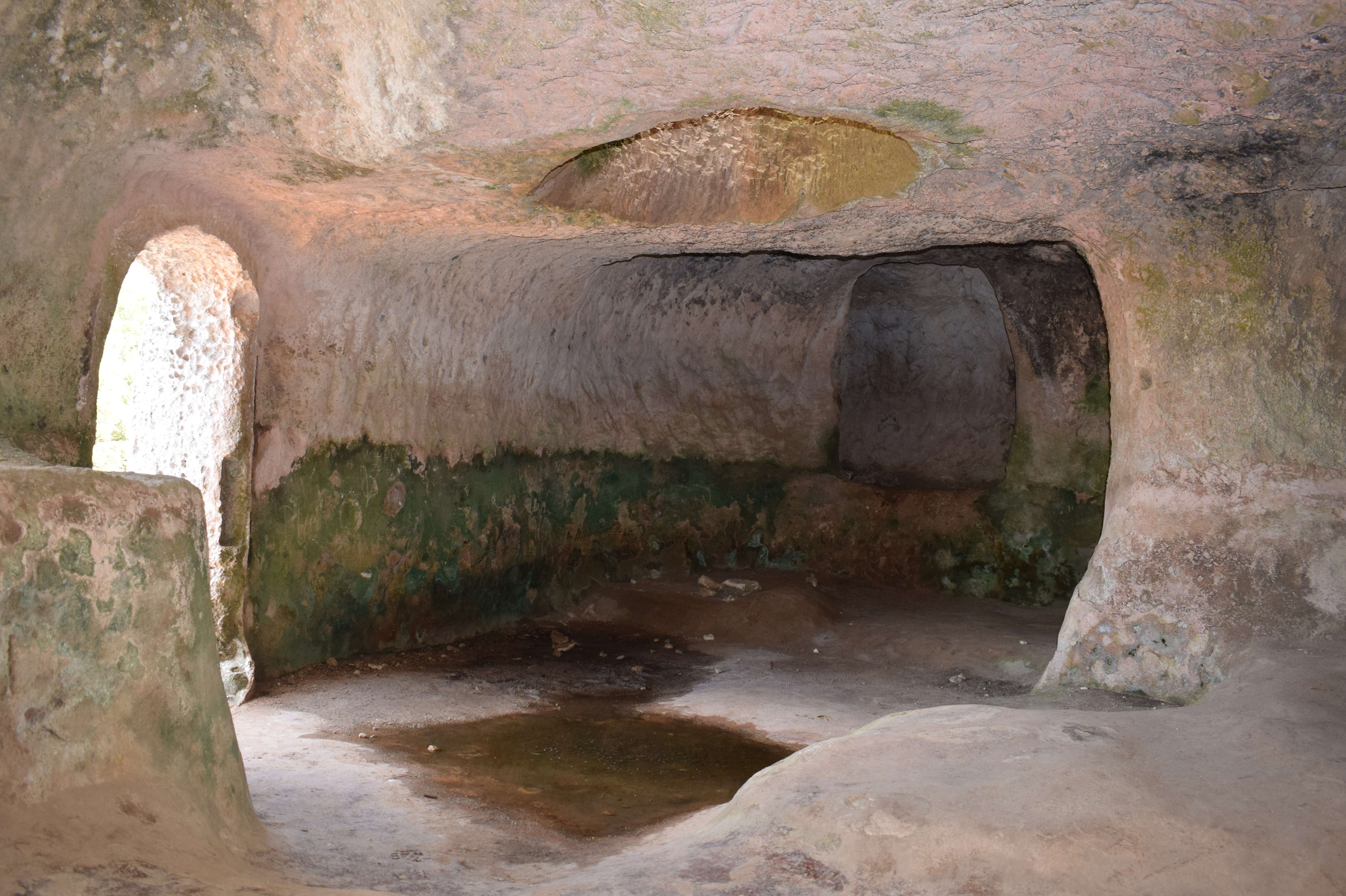
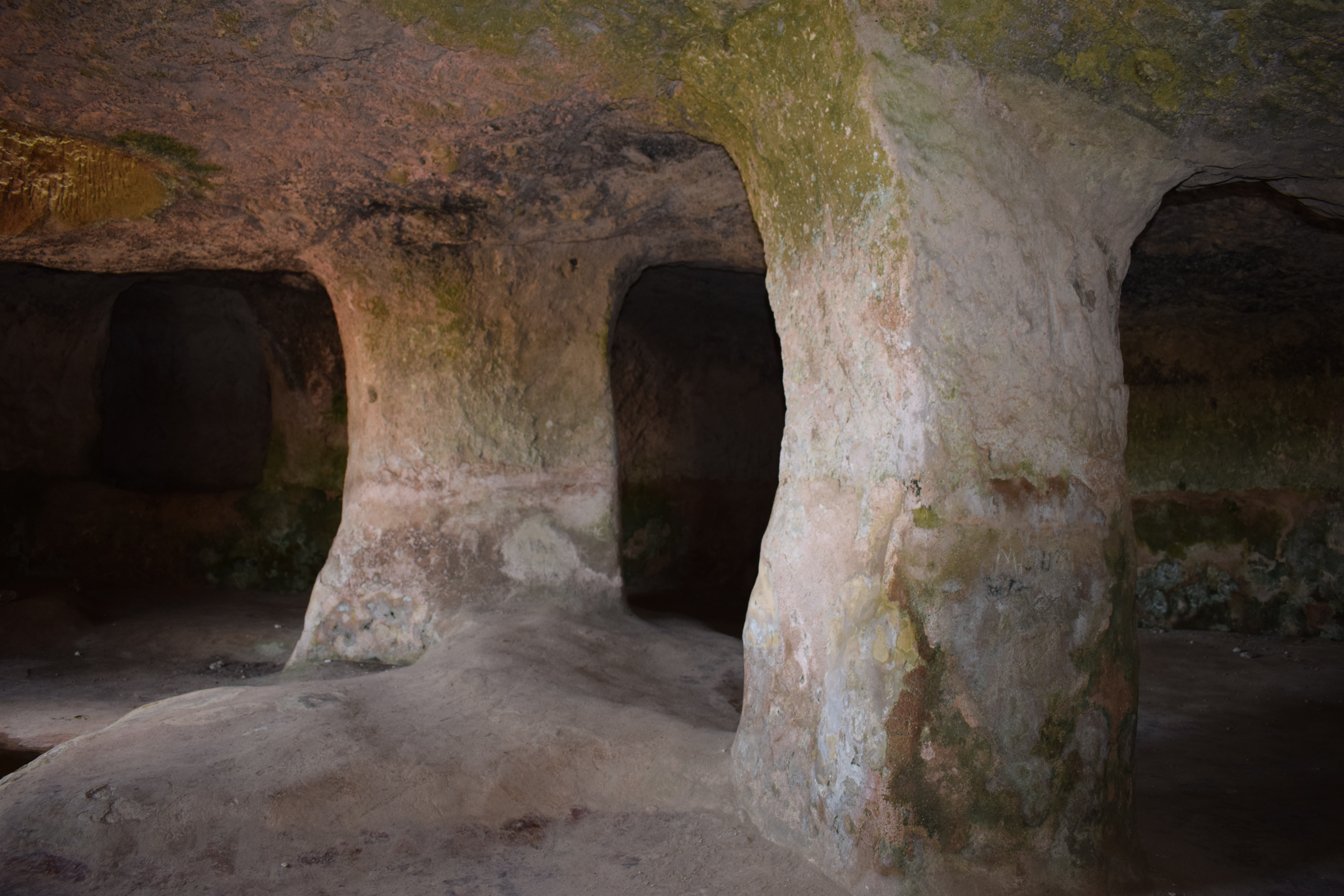
Zwei Säulen
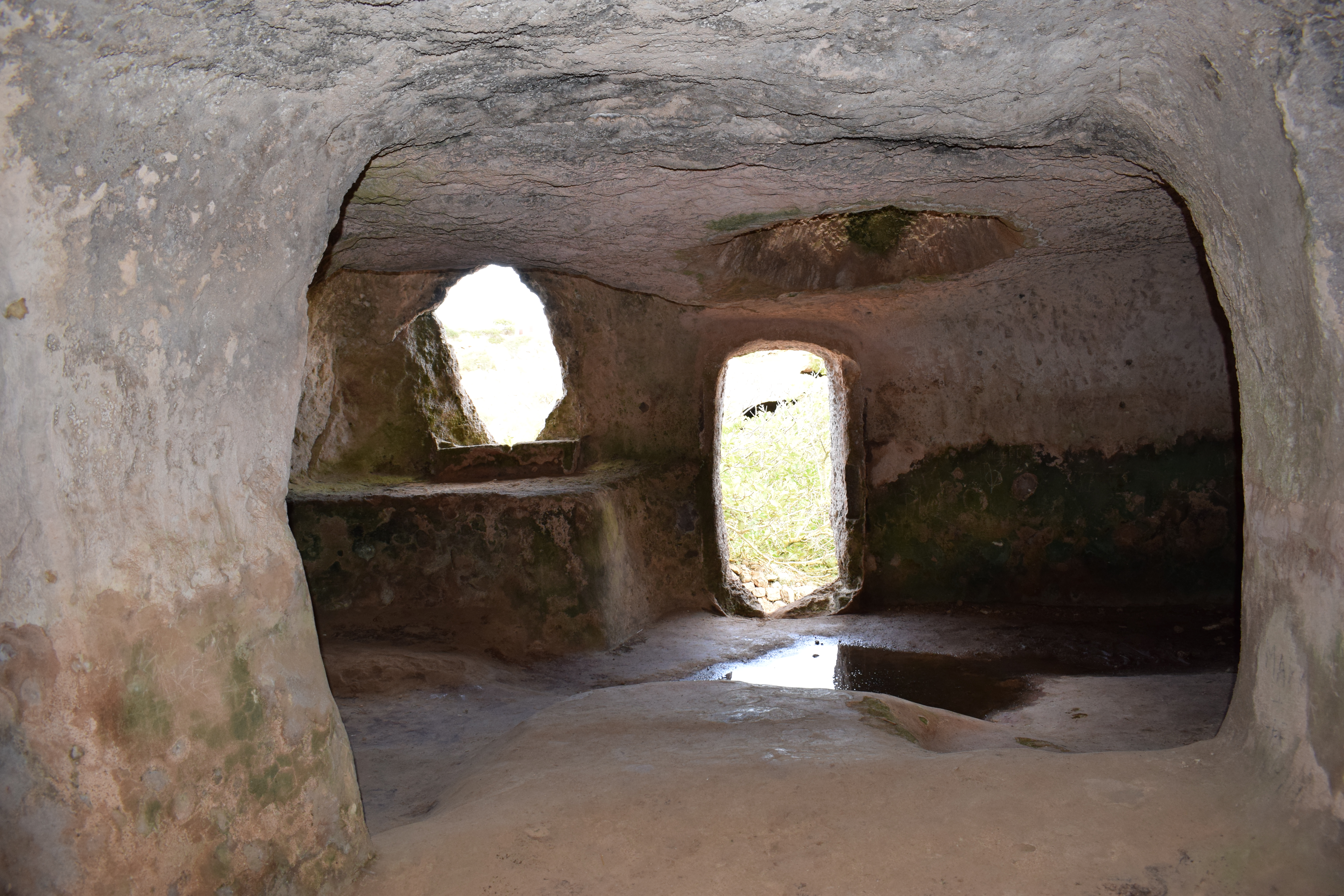
Blick zum Eingang
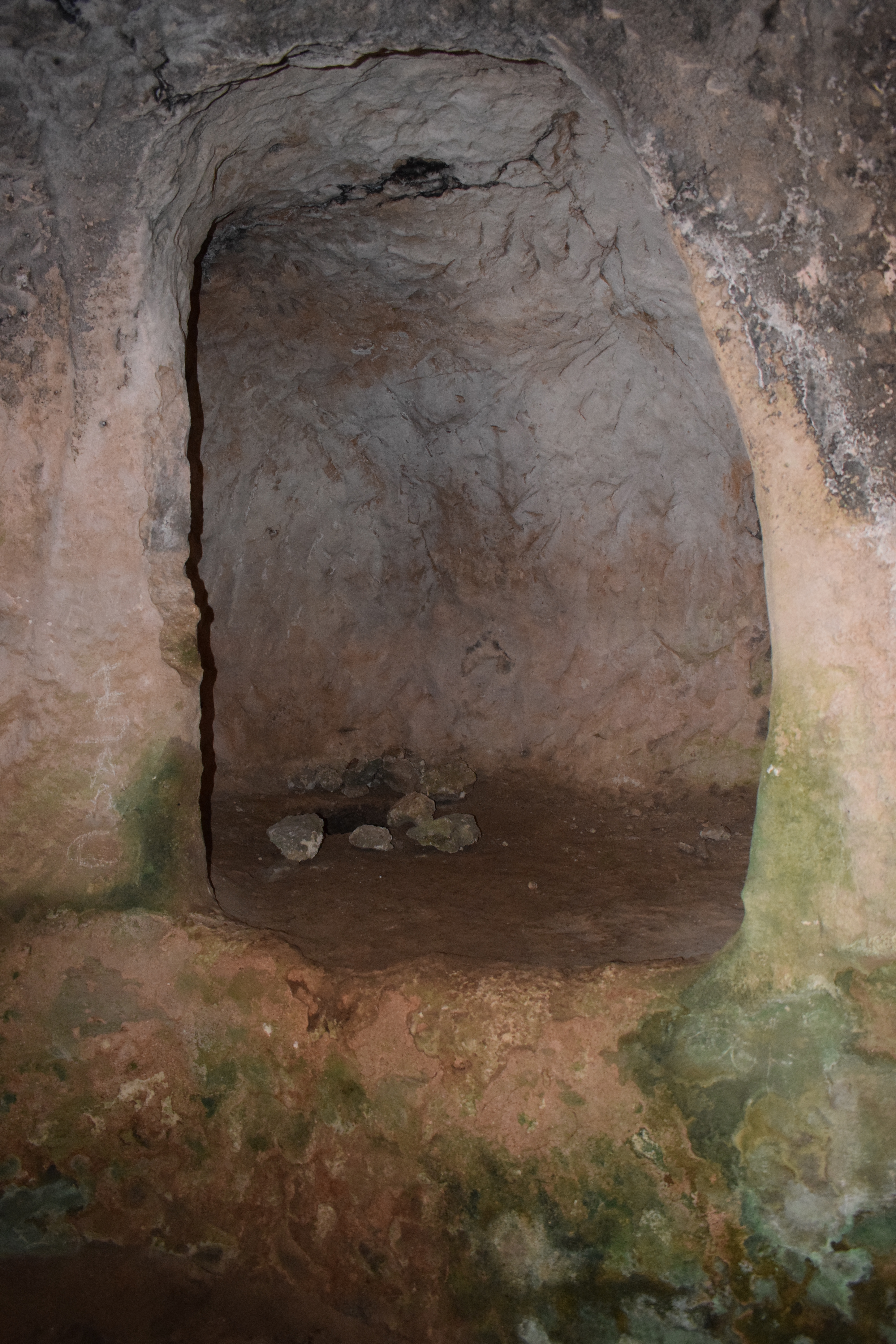
Seitliche Nische
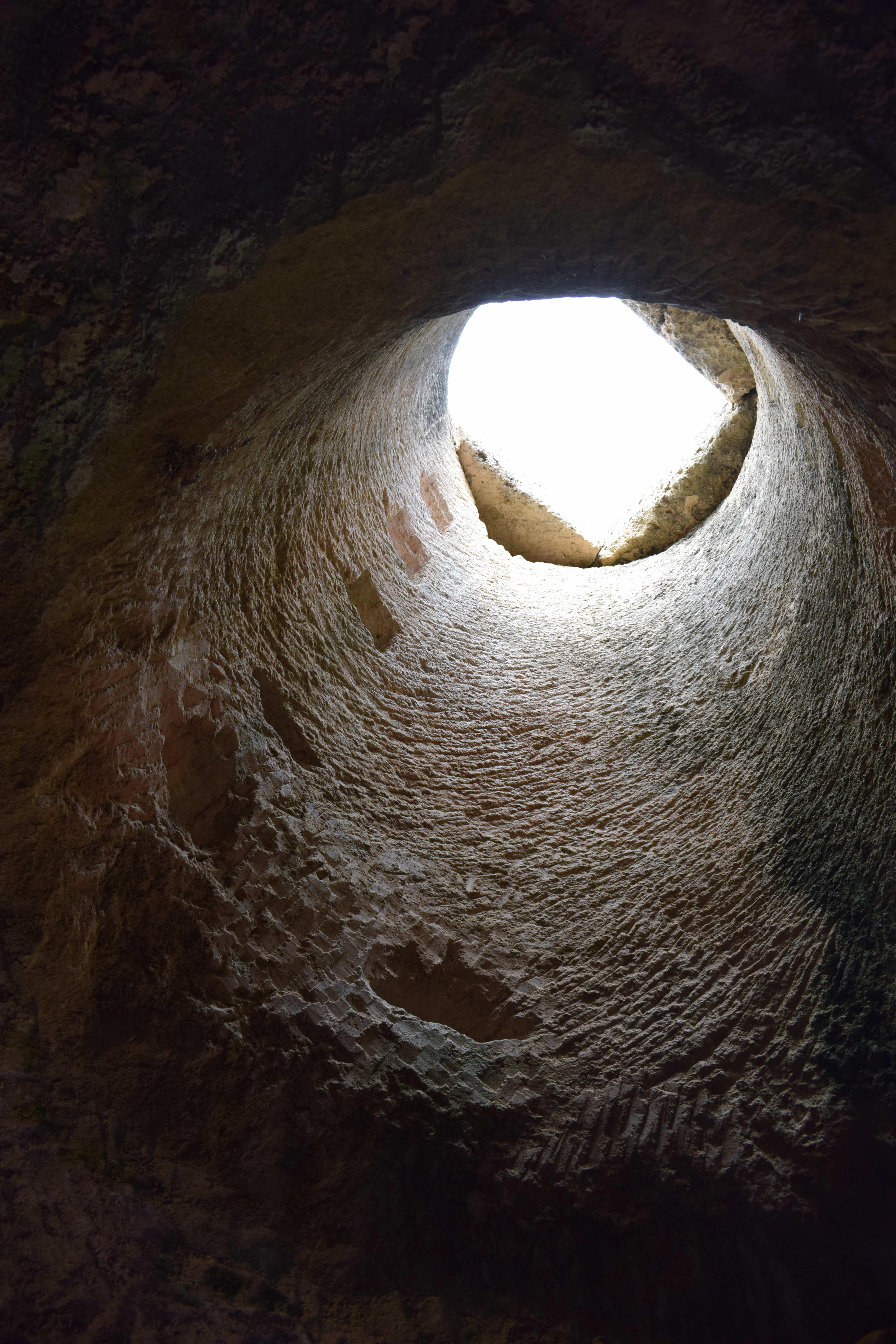
Schacht in der Decke
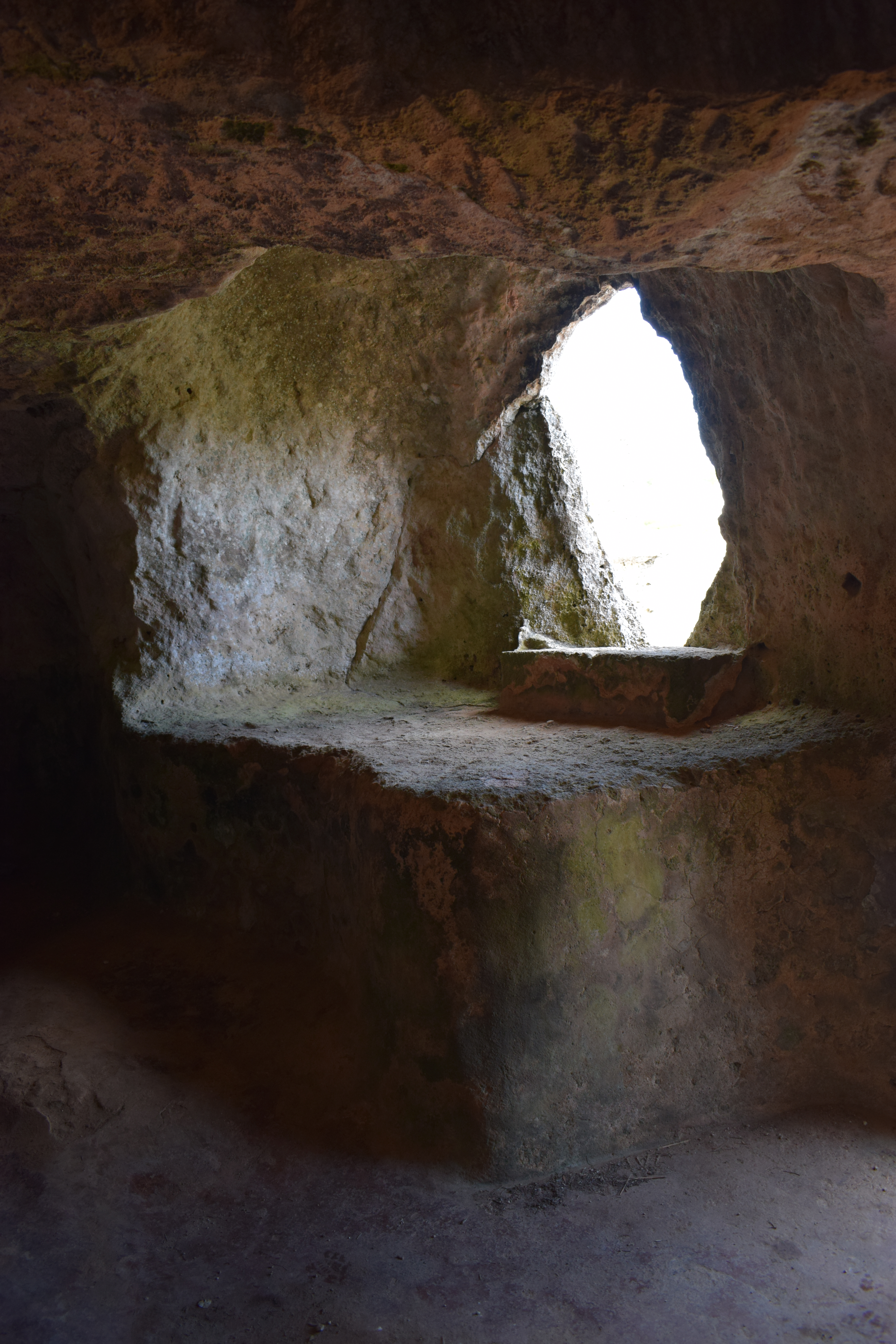

Höhle 7: Die Höhle besitzt einen Vorhof in Form eines Rechtecks mit abgerundeten Ecken. Die Fassade ist auch hier leicht konkav und weist eine rechteckige Türöffnung auf. Von innen sind Türpfosten angedeutet. Der Grundriss der Höhle ist rund. Im hinteren Teil befindet sich hinter der einzigen Säule eine erhöhte Fläche, möglicherweise ein Altar. Links davon weist die Wand eine runde Vertiefung auf. Durch die Decke führt wie bei Höhle 5 ein Schacht, es sind aber keine Spuren einer Nutzung als Zisterne erkennbar. Die 6,20 m lange Höhle ist 7,05 m breit und 2,10 m hoch.
Höhle 8: Die kleine runde Höhle (Länge 1,20 m, Breite 1,25 m) ist 1,80 m hoch und besitzt eine gewölbte Decke. Eine ähnliche Höhle in sehr schlechtem Erhaltungszustand befindet sich in der Nähe.
Höhle 9: Der Eingang zu dieser Höhle aus posttalayotischer Zeit, die wahrscheinlich bis in das 2. Jahrhundert n. Chr. benutzt wurde, befindet sich hinter einem Vorhof, der 1995 ausgegraben wurde. Es wurden einige stark fragmentierte menschliche Knochen und Scherben lokaler wie fremder Keramik gefunden, außerdem zwei Glasperlen und Eisenwerkzeug. Es wird angenommen, dass der Vorhof, der heutzutage einen saisonalen Teich bildet, Schauplatz von Kulthandlungen war. Die Höhle wird durch eine rechteckige Zugangsöffnung in der Mitte einer flachen Fassade betreten. Von innen ist er von Pilastern flankiert. Der Grundriss der Höhle ist annähernd kreisförmig. In ihrer Mitte ist eine Säule mit rechteckigem Querschnitt aus dem Gestein geschlagen worden, die von einem Kapitell in Form eines umgekehrten Pyramidenstumpfs gekrönt wird. Am Ende der Höhle befindet sich eine Vertiefung im Boden. Die Höhle ist 8,85 m lang, 8,35 m breit und 2,15 m hoch. Die Reihe von Löchern am oberen Rand der Fassade stammt von den Balken eines Vordachs, das im 20. Jahrhundert angebracht wurde, als die Höhle als Sommerresidenz diente.

Ansichten der Höhlen 7 bis 9
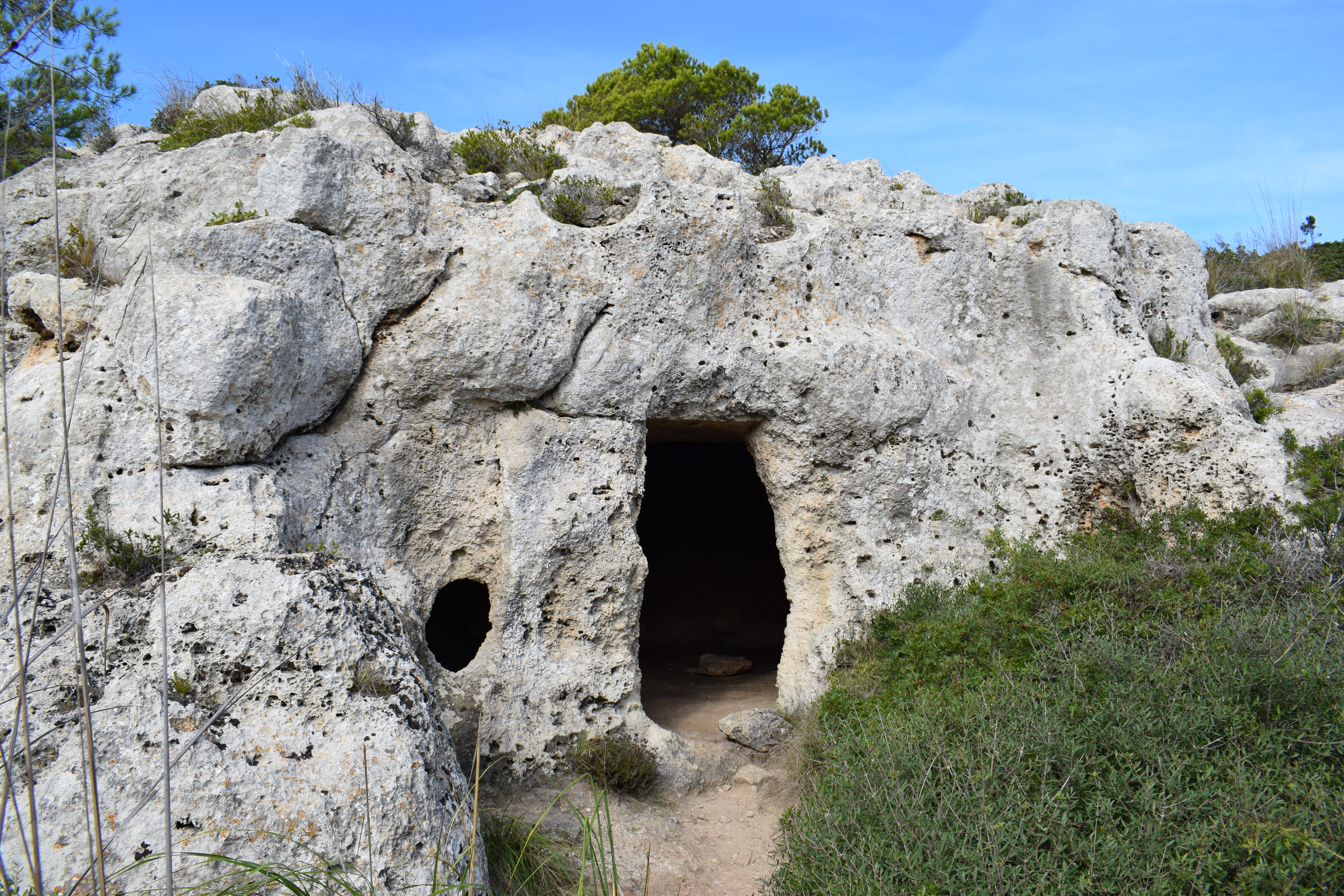
Fassade der Höhle 7
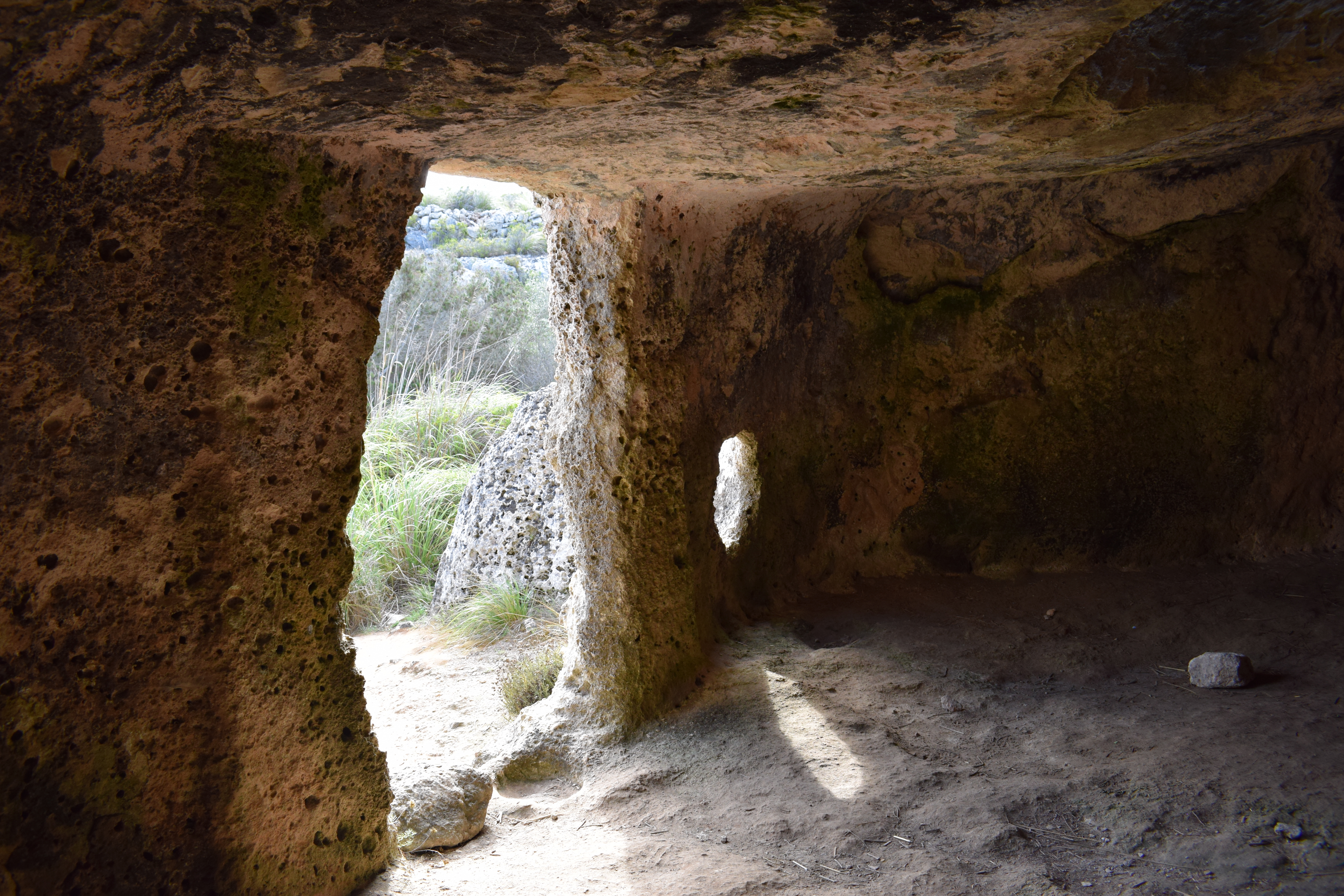
Höhle 7: Zugang von innen
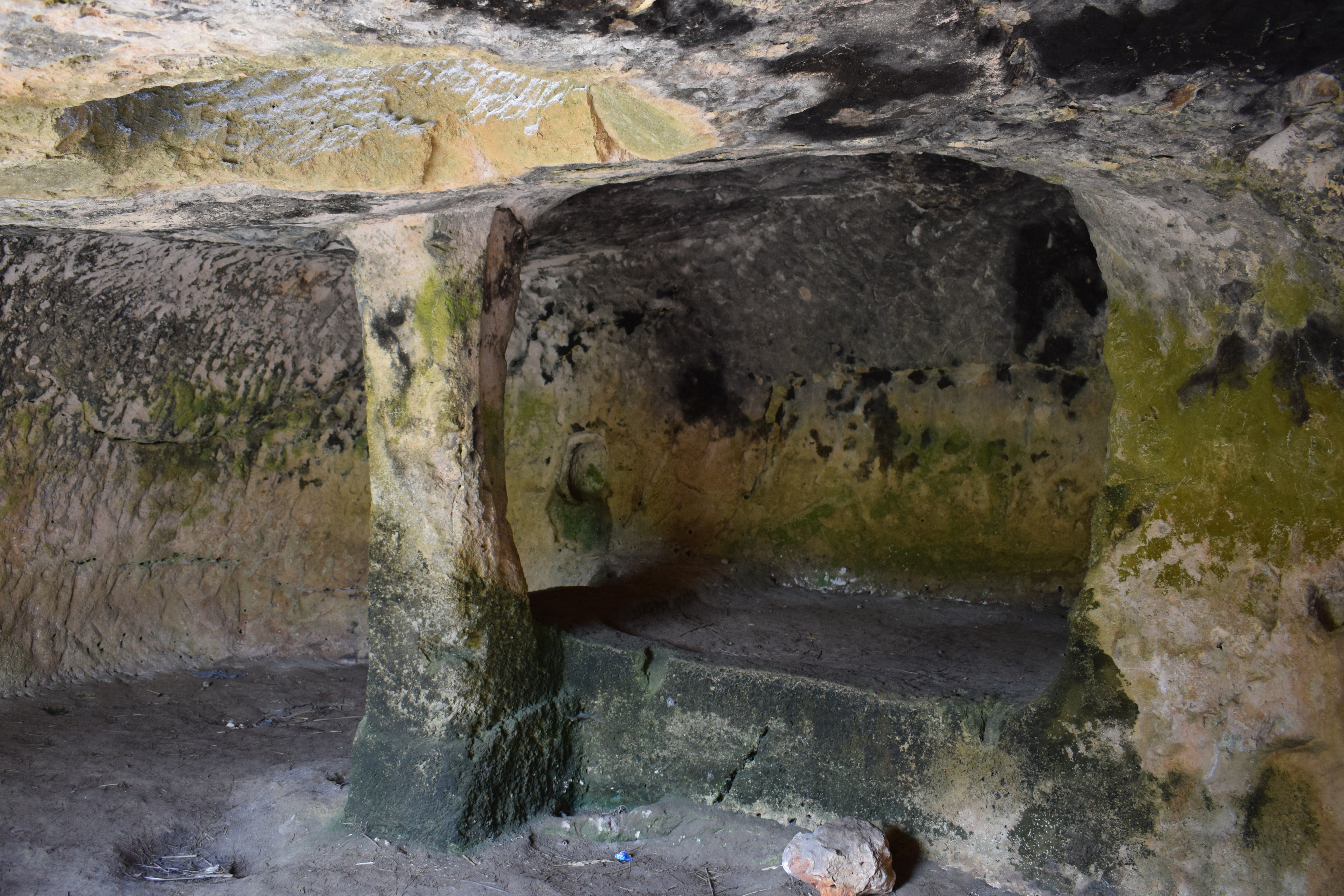
Höhle 7: Säule und „Altar“
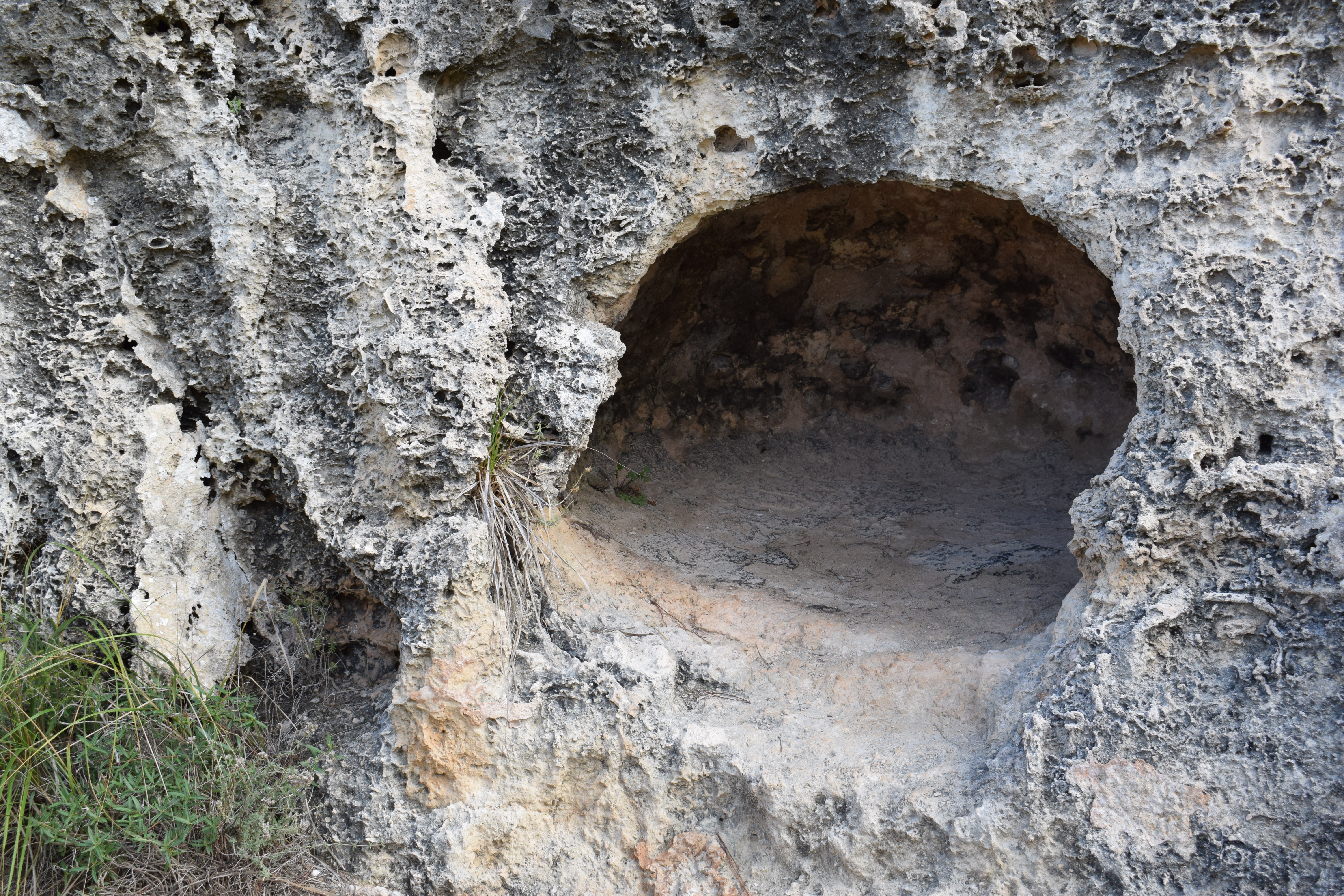
Zugang zu Höhle 8
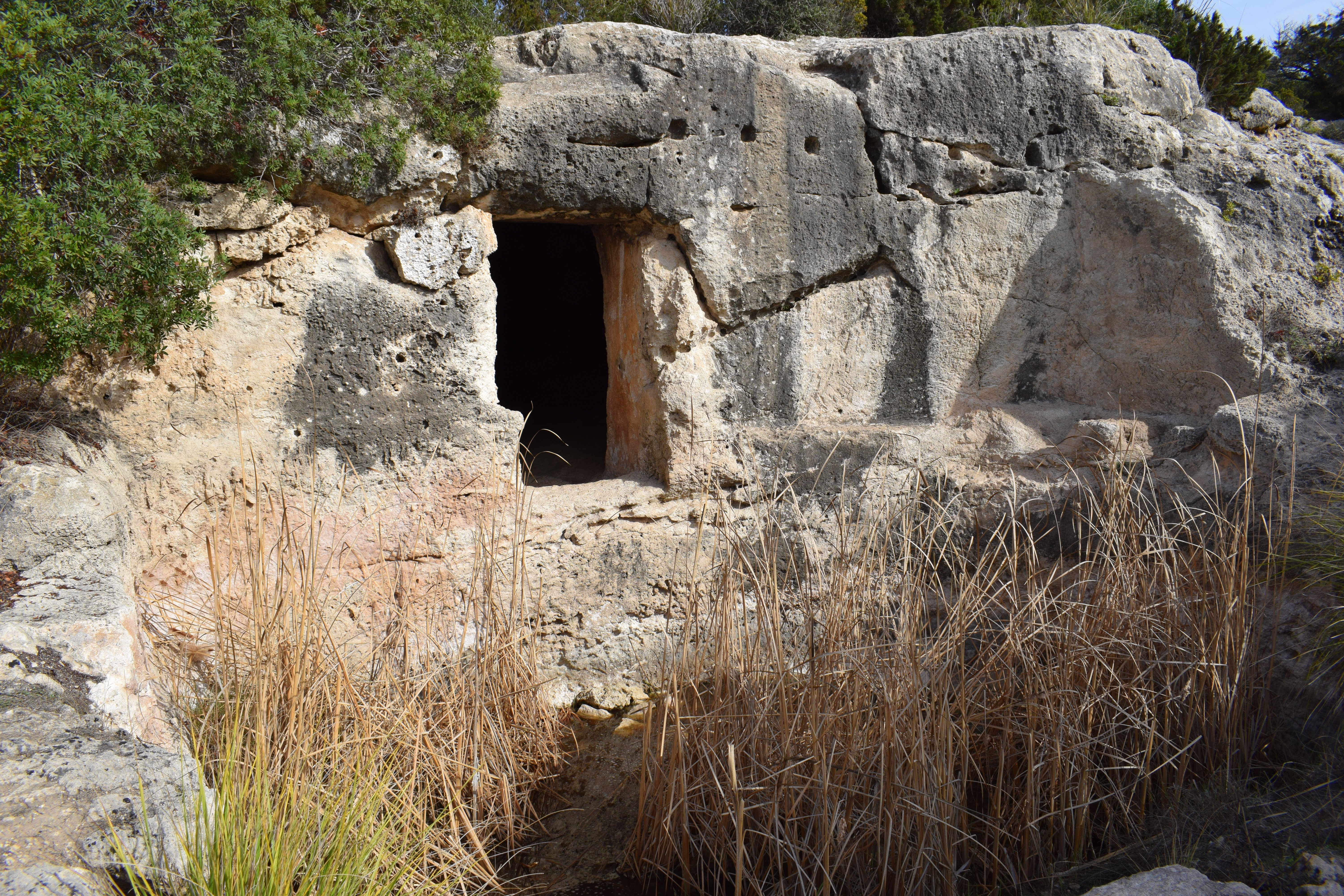
Die Fassade von Höhle 9

Höhle 10: Obwohl die Fassade eingestürzt ist, kann man erkennen, dass der Eingang zur Höhle rechteckig war. Der Grundriss der Höhle ist rund. Die dezentrale Säule hat einen quadratischen Querschnitt und ein ausgeprägtes Kapitell. Die Höhle wurde im Posttalayotikum geschaffen und bis ins 2. Jahrhundert n. Chr. genutzt. Grabungen im Vorhof haben menschliche Knochenfragmente, Keramikscherben, Eisenwerkzeuge und elf Bronzenägel aus römischer Zeit zutage gefördert. Die Höhle ist 9 m lang, 8,35 m breit und 2,15 m hoch.
Höhle 11: Die Höhle hat die Form eines Hypogäums mit megalithischem Zugangskorridor, der allerdings weitgehend zerstört ist. Sie gehört zu den ältesten des Komplexes und geht auf die Zeit um 1600 v. Chr. zurück. Die Höhle besitzt einen ovalen Grundriss mit gebogenen Wänden und eine flache Decke. Am Ende befindet sich ein Bankaltar, der sich nur wenig über das Niveau des Bodens erhebt. Besonders auf der rechten Seite sind an den Wänden Felsritzungen zu erkennen, deren Alter unbekannt ist. Der Korridor ist 1,10 m lang und 0,65 m breit, die Kammer 4 m lang und 3 m breit.
Höhle 12: Sie ist vom selben Alter und Typ wie Höhle 11. Ihr Innenraum ist unregelmäßig oval mit einer domartigen Decke. Der Zugang erfolgt über eine Treppe, die in einen 1,50 m langen und einen Meter breiten Korridor mündete. Die Kammer ist 3,50 m lang und 2,85 m breit.

Ansichten der Höhlen 10 bis 12
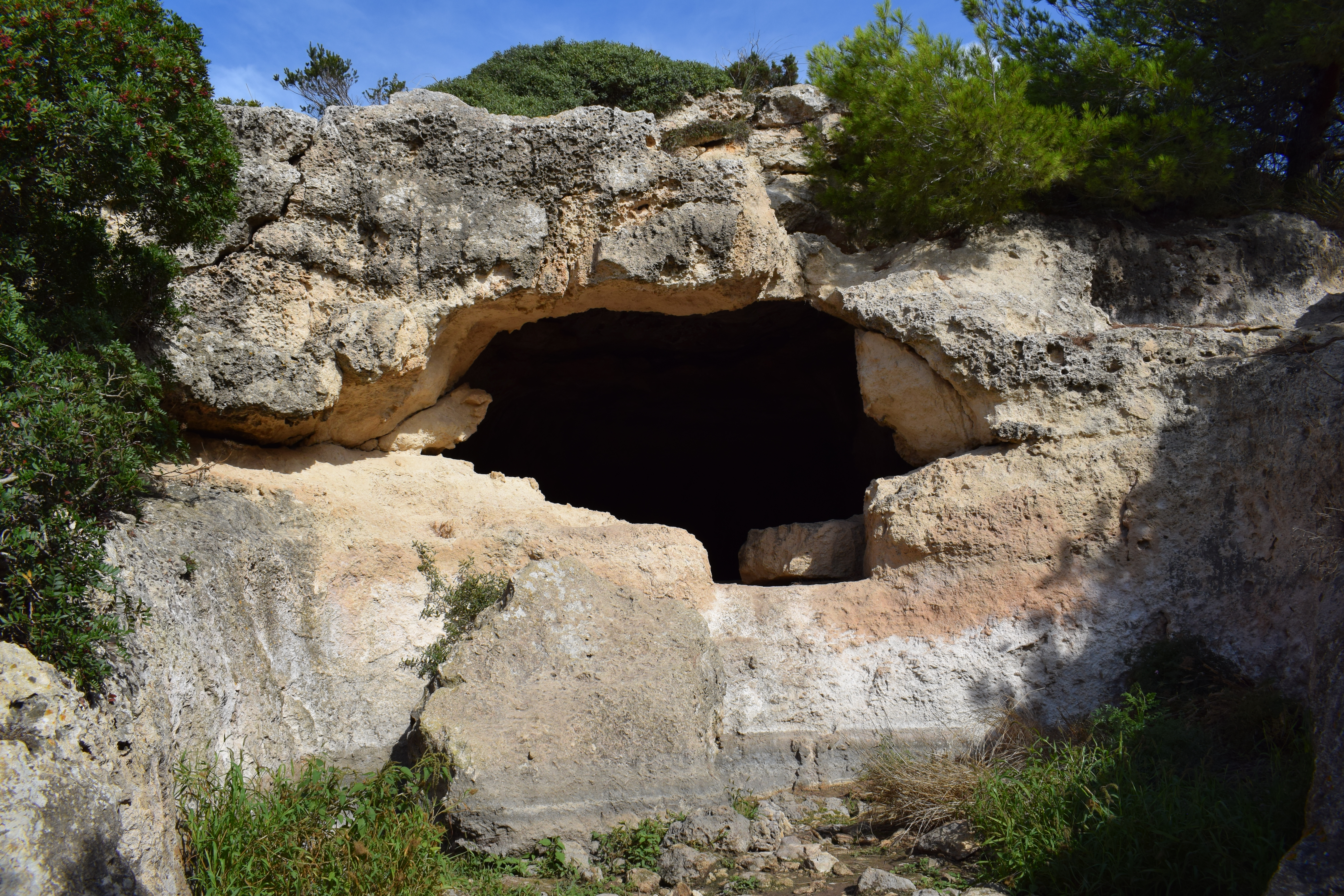
Fassade der Höhle 10
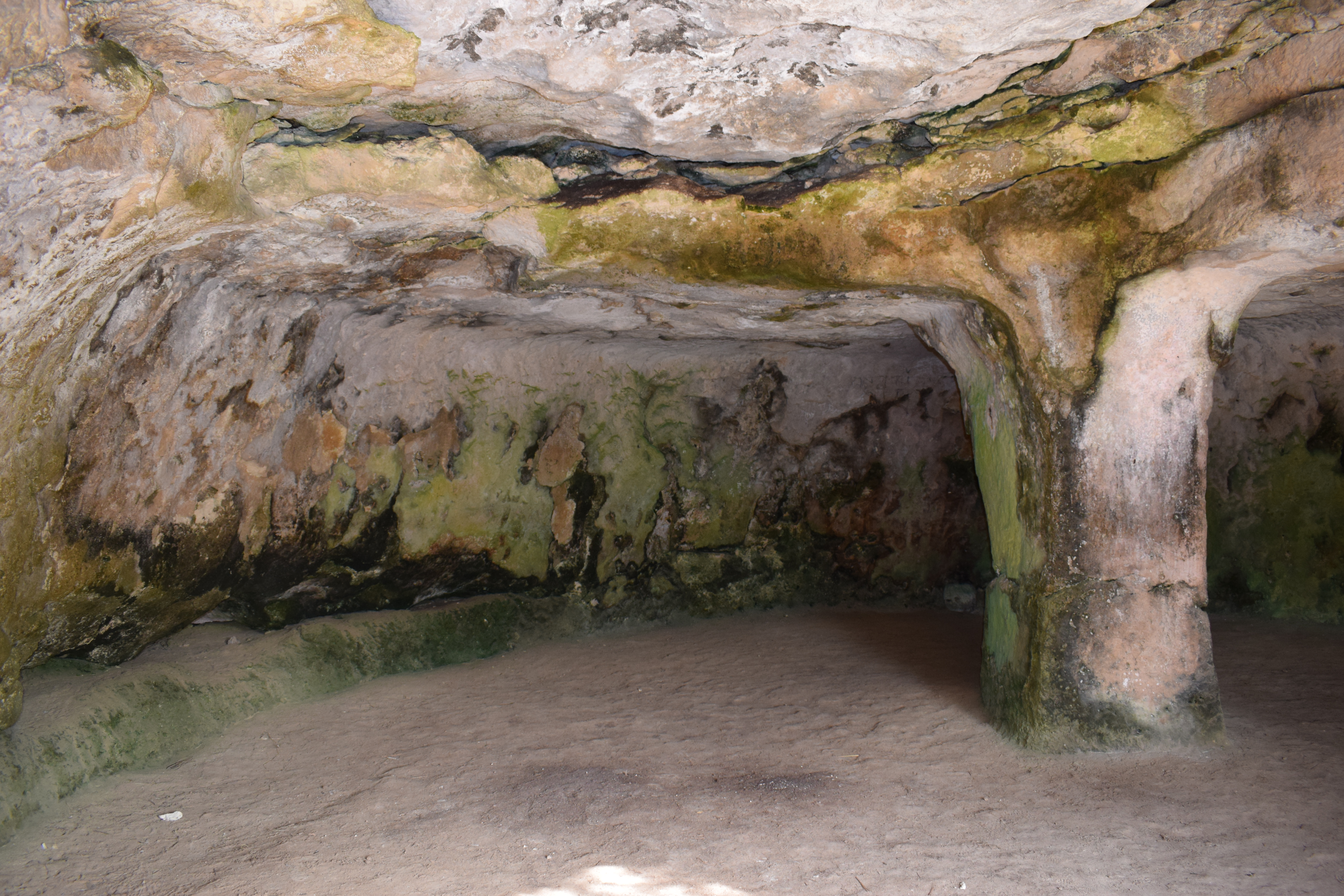
Inneres von Höhle 10
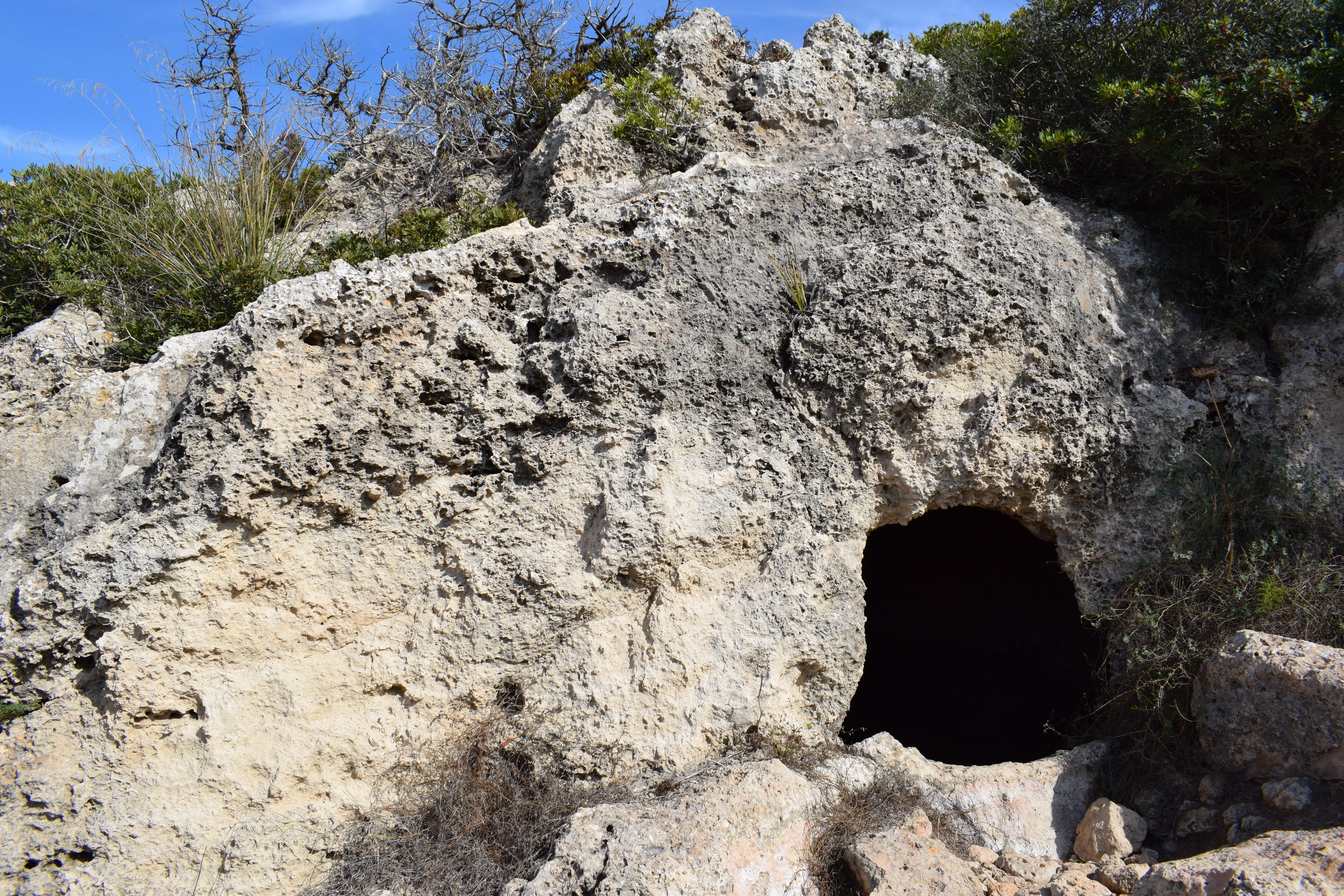
Zugang zu Höhle 11
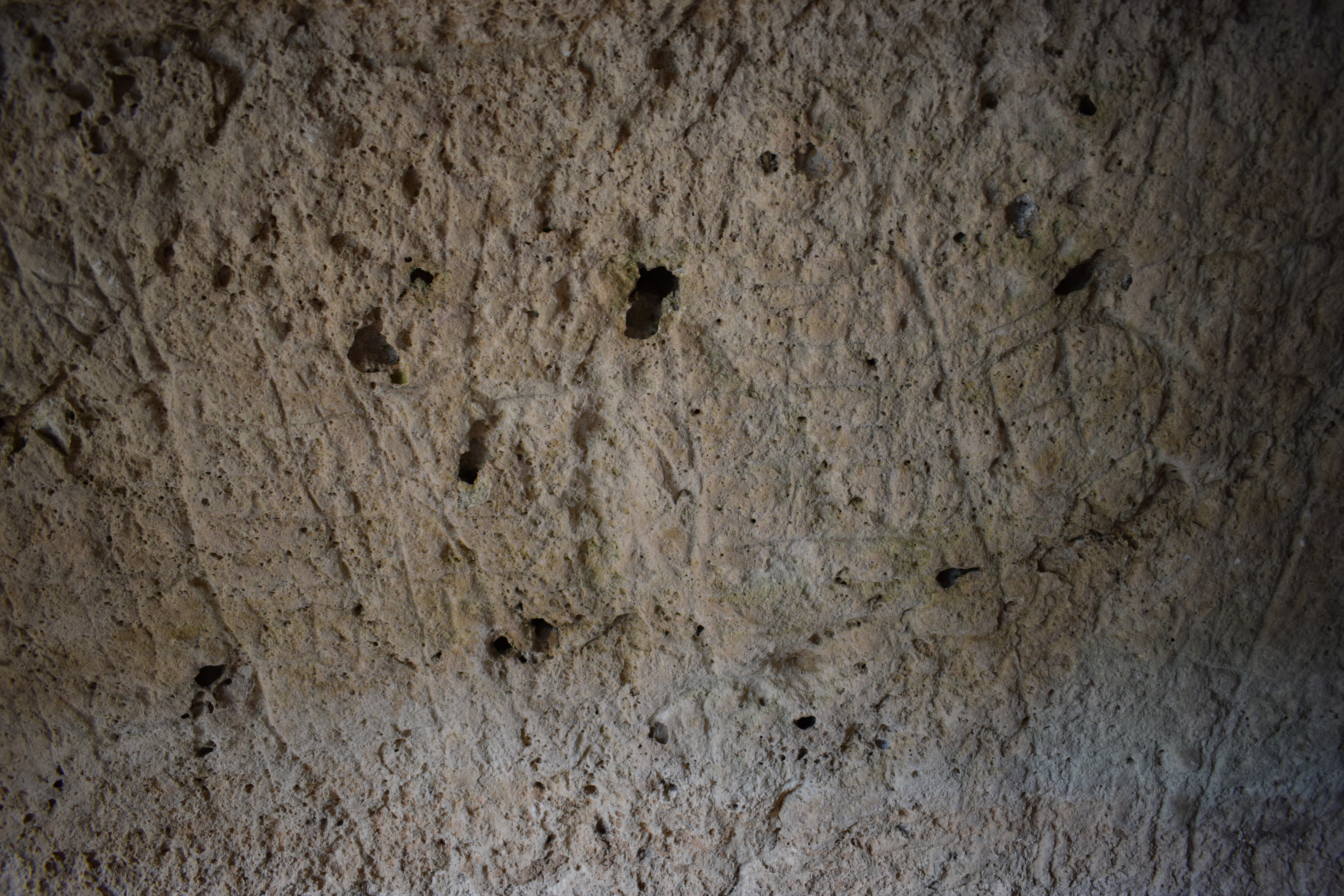
Höhle 11: Felsritzungen
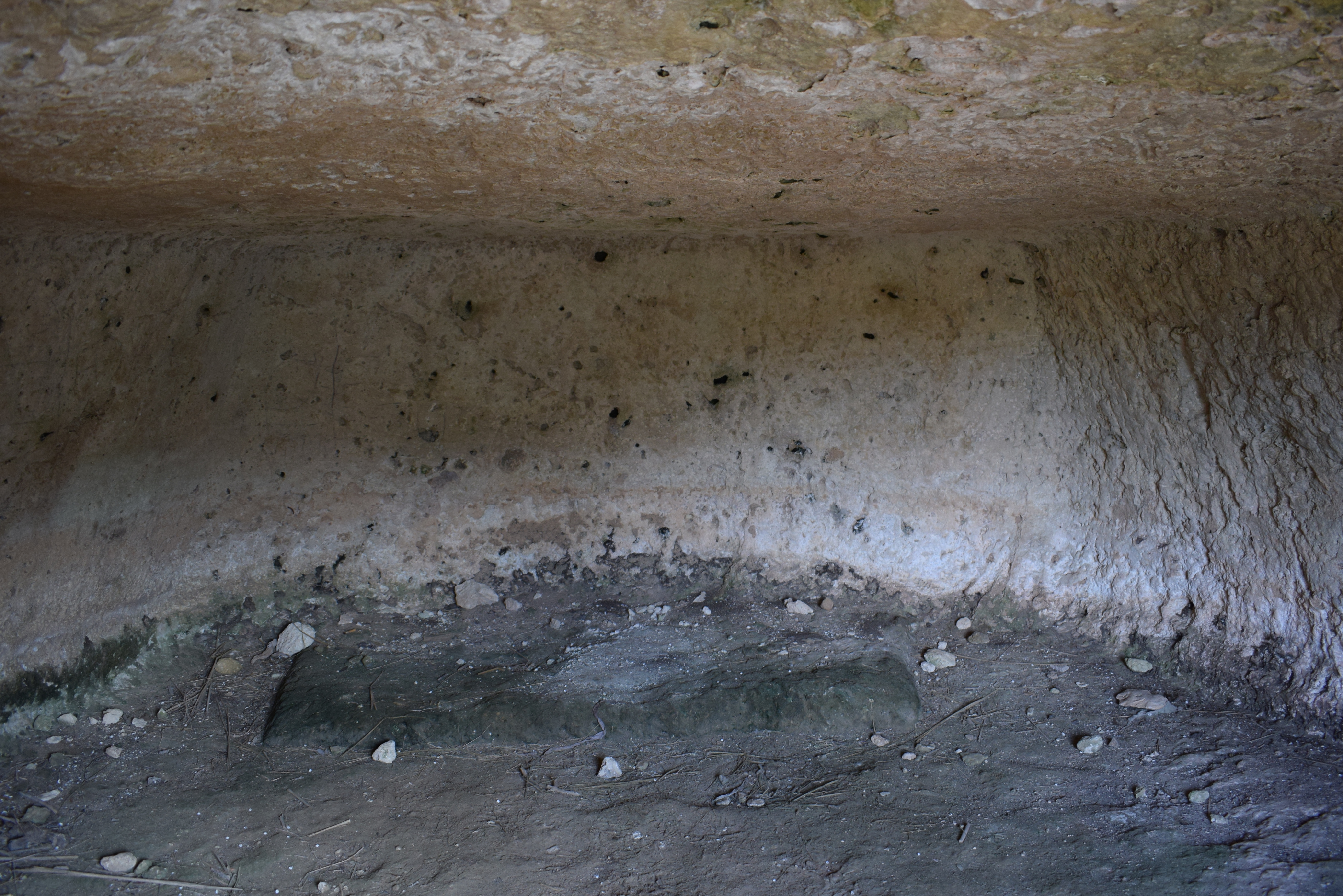
Höhle 11: Bankaltar
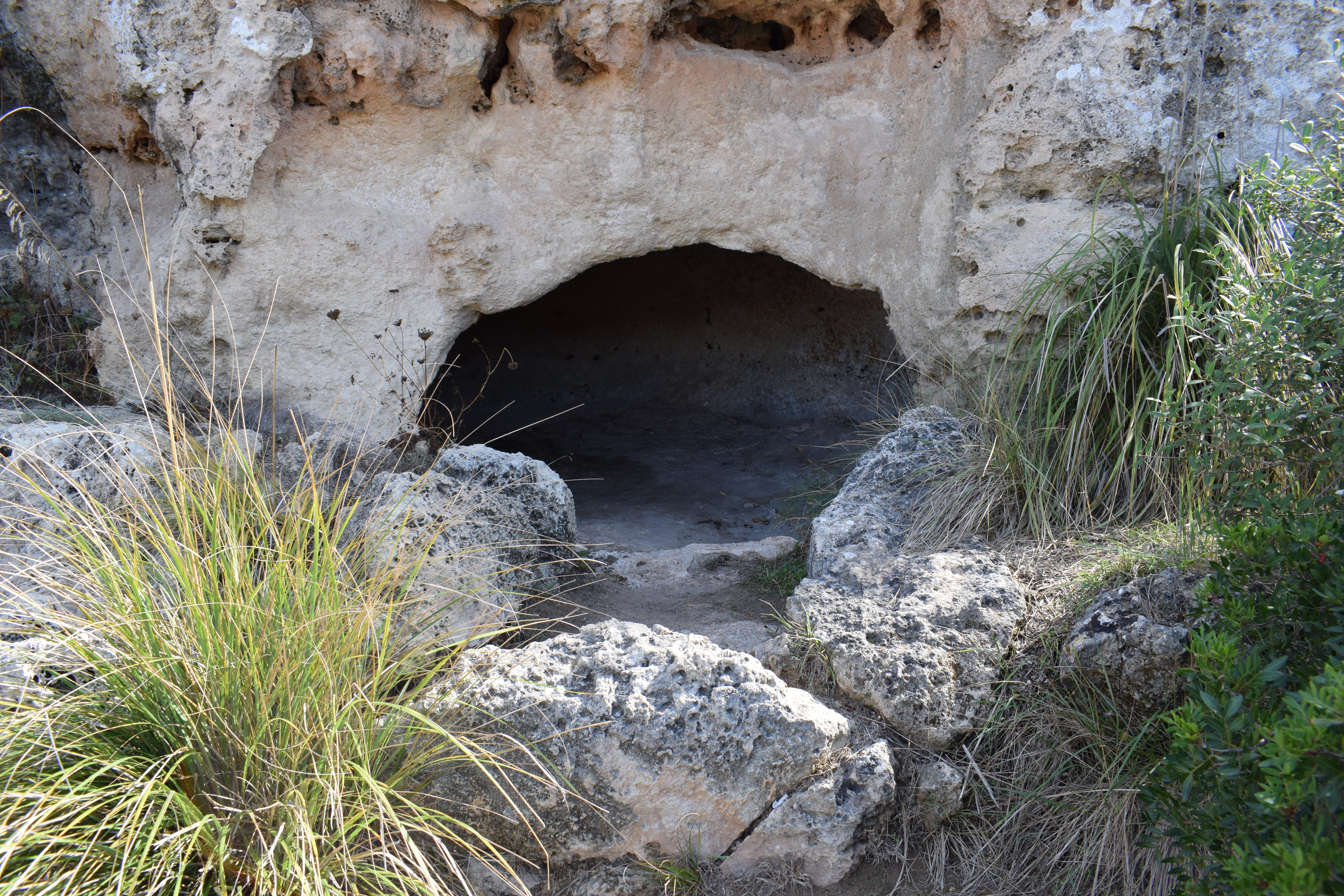
Zugang zu Höhle 12

Höhle 13: Die Höhle besitzt einen schlecht erhaltenen Vorhof. Ihr Inneres hat einen dreilappigen Grundriss, wobei die drei Seitenkammern durch zwei Pilaster mit quadratischem Querschnitt voneinander getrennt sind. In neuerer Zeit ist sie verändert worden, wie die Werkzeugspuren an den Wänden zeigen. Ihre Abmessungen sind: Länge 7,30 m, Breite 8,70 m, Höhe 2,45 m.

Ansichten der Höhle 13
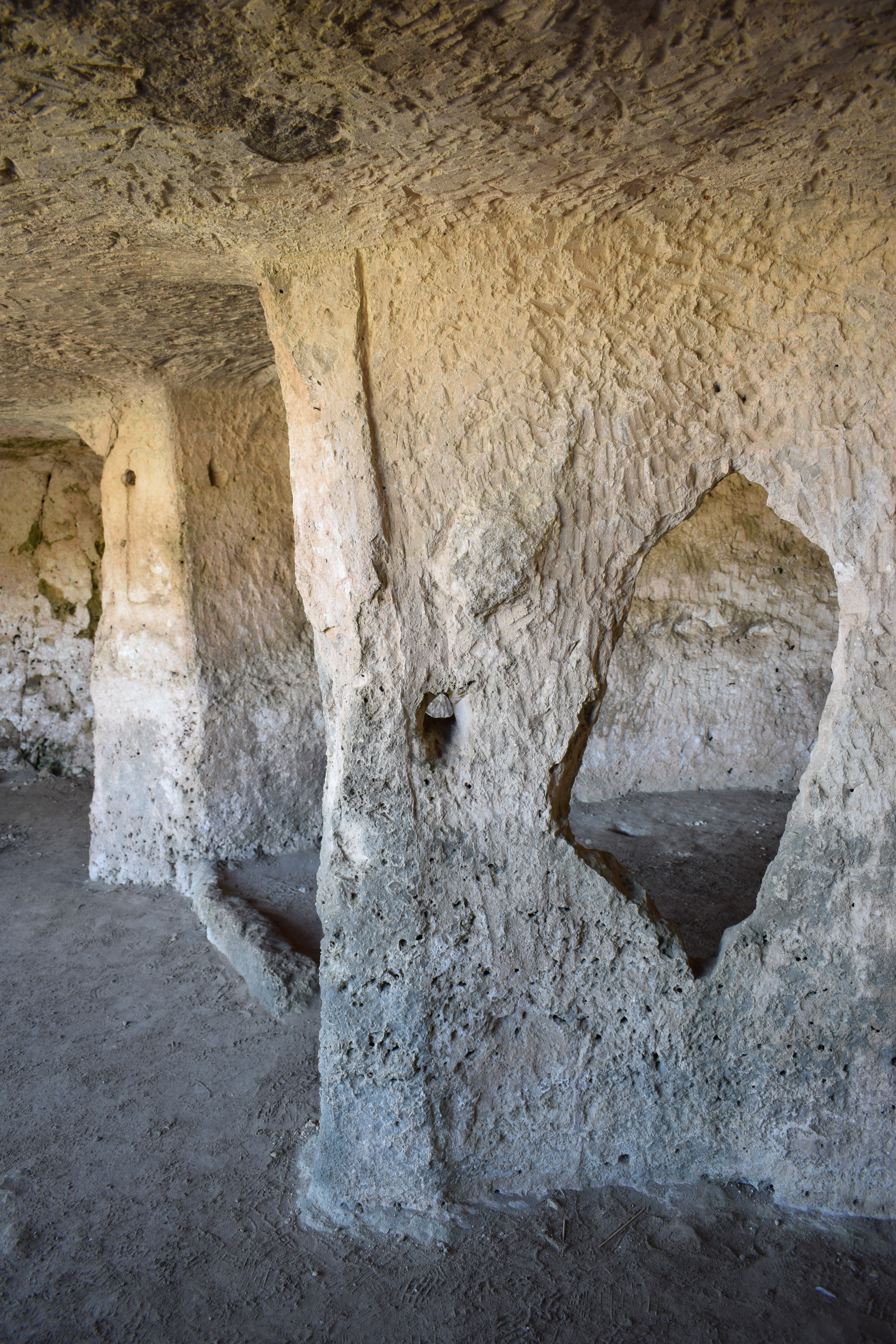
Seitlicher Blick auf die zwei Pilaster
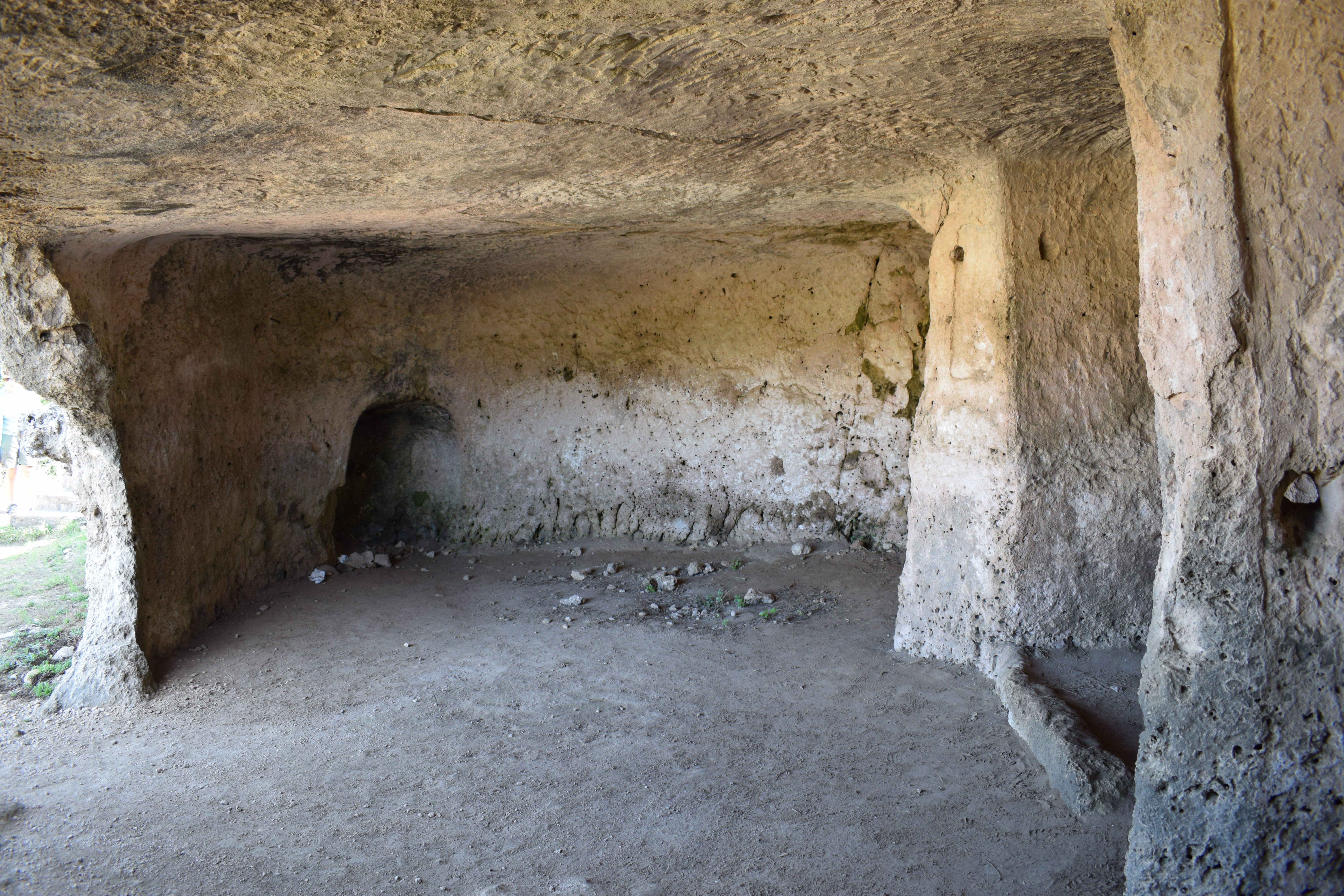
Die linke Nebenkammer
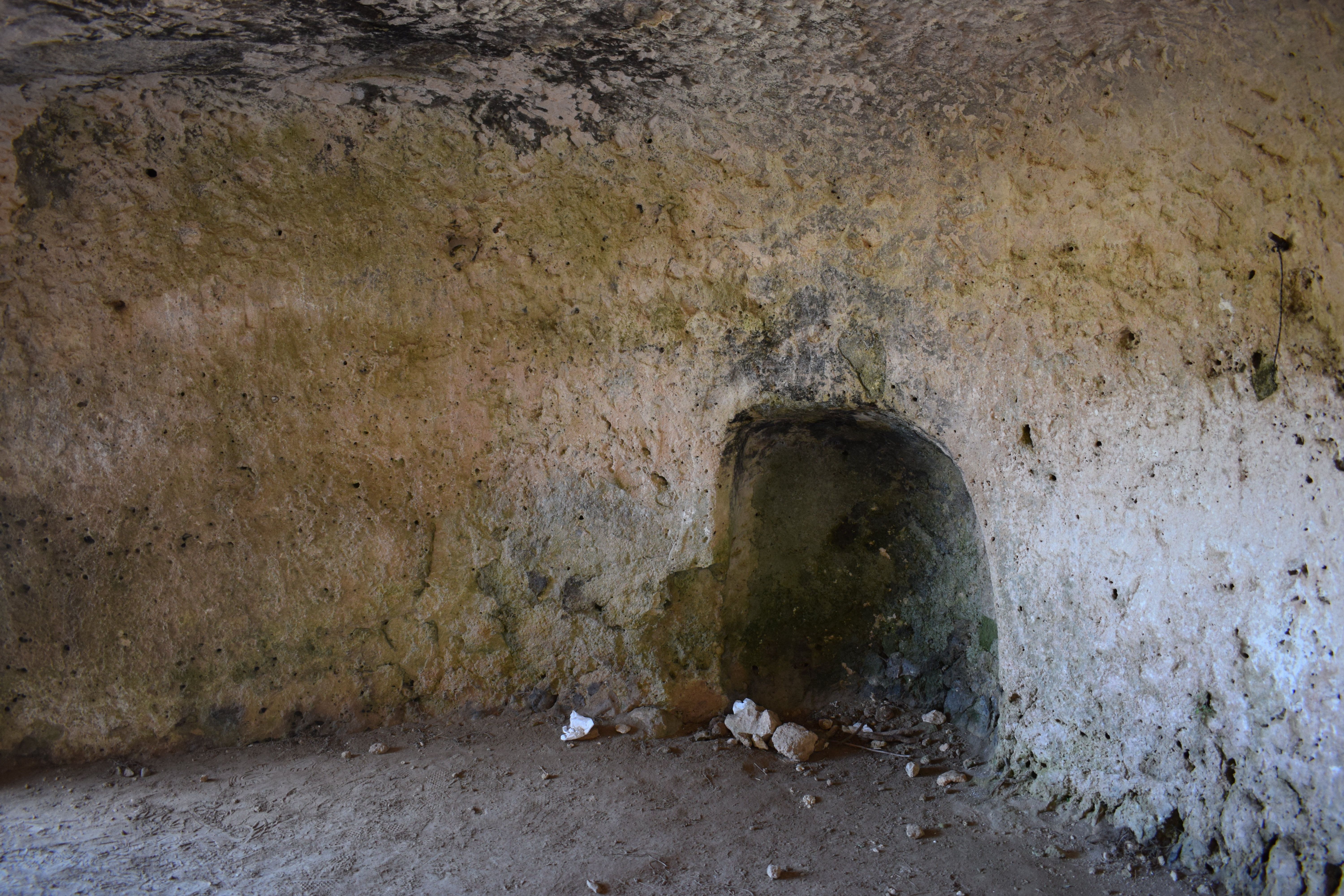
Nische in der linken Kammer
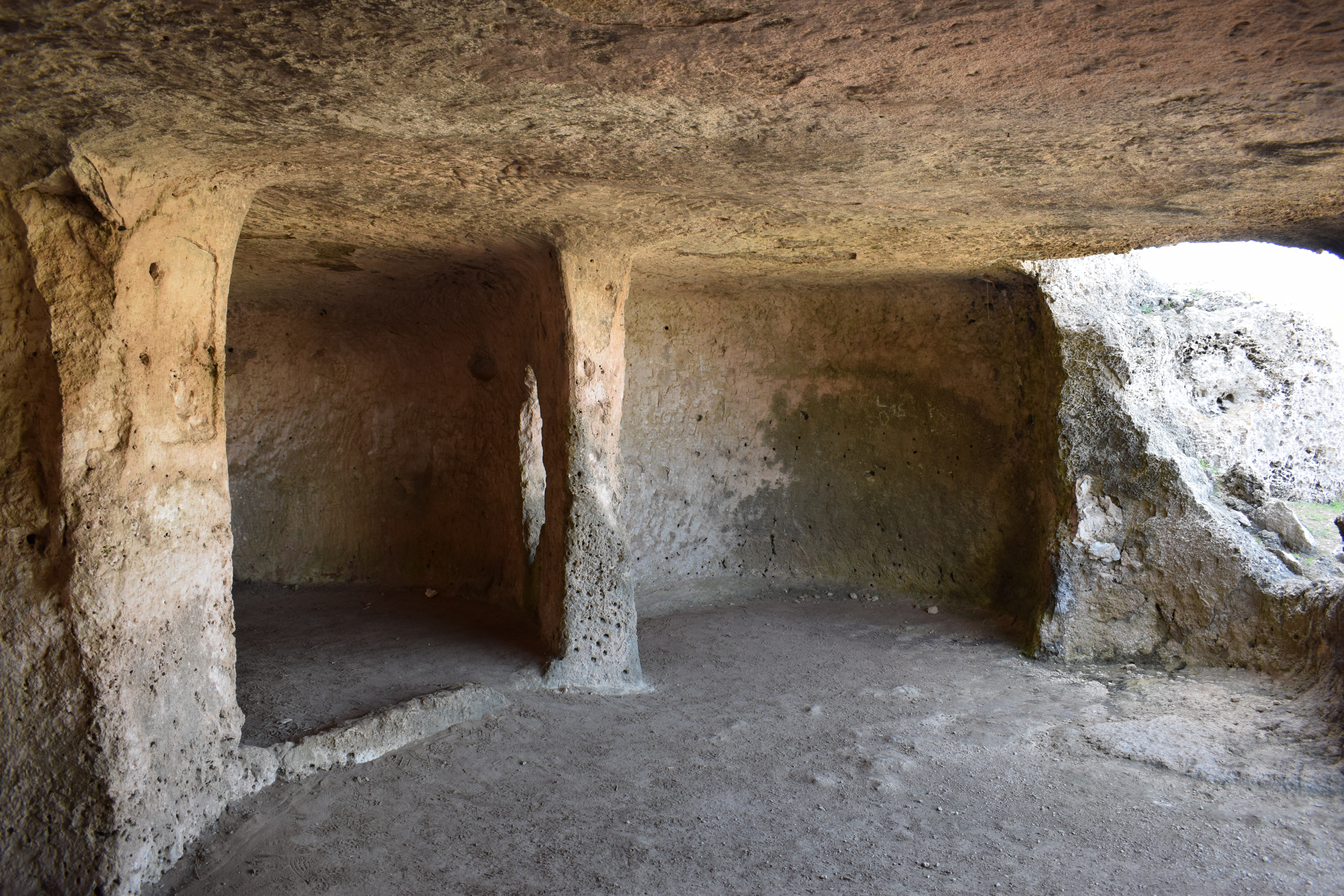
Die mittlere und rechte Kammer
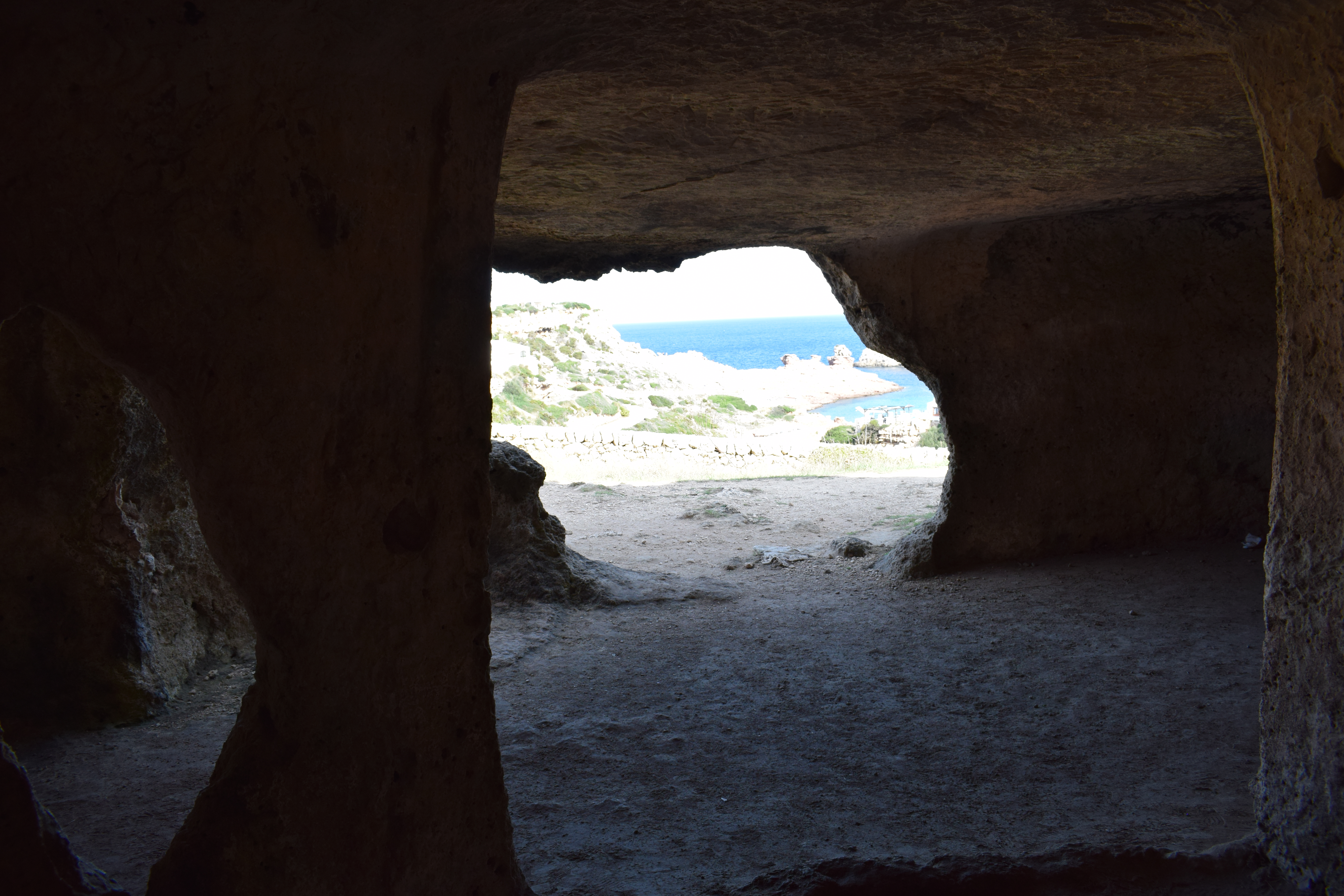
Blick zum Eingang

Höhle 14: Die Höhle besitzt einen rechteckigen Vorhof mit abgerundeten Ecken. Die Fassade ist zum Teil zerstört, sodass die ursprüngliche Form des Zugangs nicht mehr zu erkennen ist. Rechts neben der großen Öffnung befinden sich drei Capades de moro. Das Innere der Höhle ist rechteckig. Zwei Säulen trennen drei Nebenkammern ab, deren Böden unterschiedliche Höhenniveaus aufweisen. Mit einer Länge von 10,15 m und einer Breite von 13,50 m handelt es sich um die größte Höhle der Nekropole. Die Kammer ist 2,55 m hoch.
Höhle 15:: Die Höhle 15 besitzt einen kleinen Vorhof und einen rechteckigen Eingang in der Fassade. Die Kammer ist unregelmäßig geformt.

Ansichten der Höhlen 14 und 15
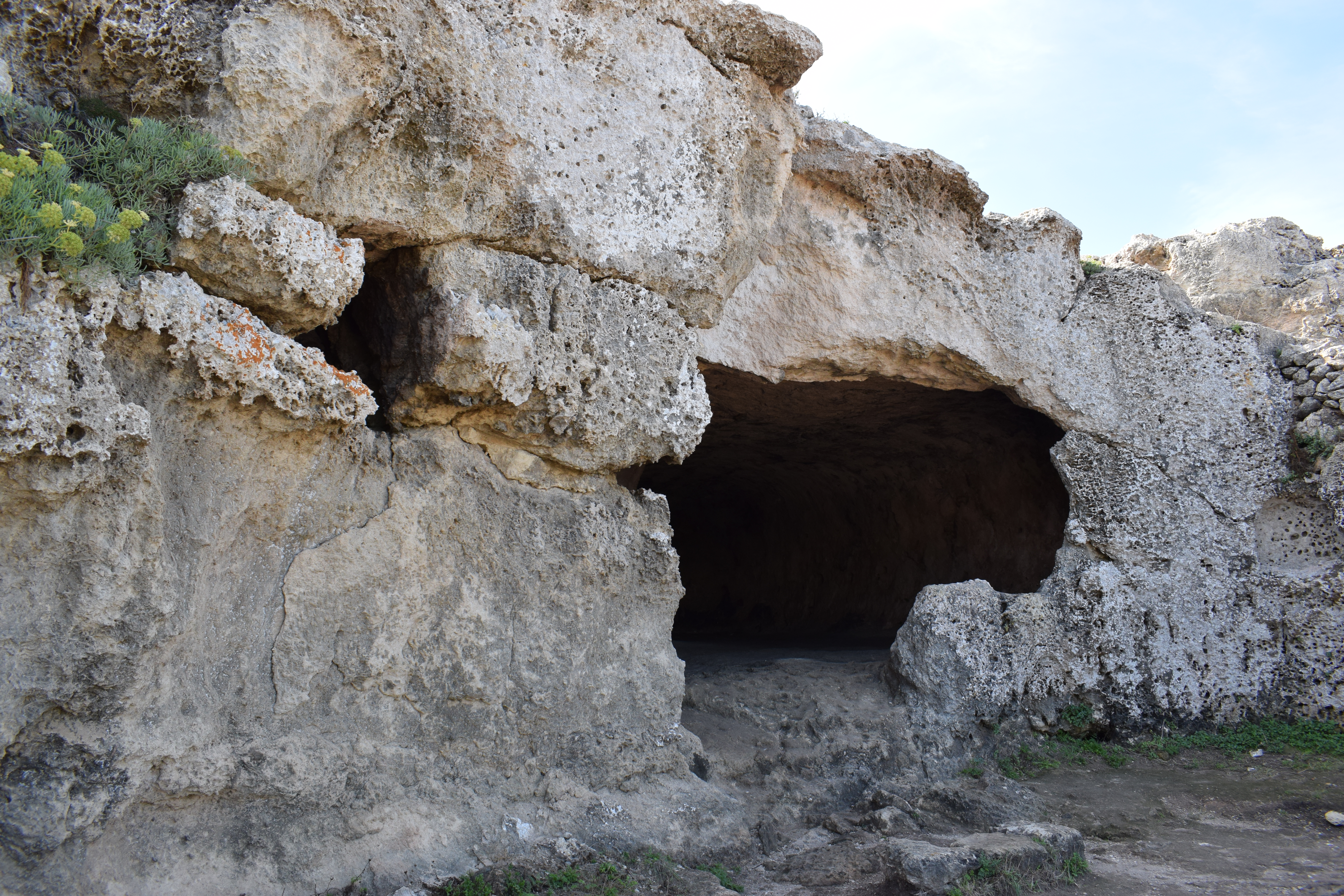
Fassade der Höhle 14
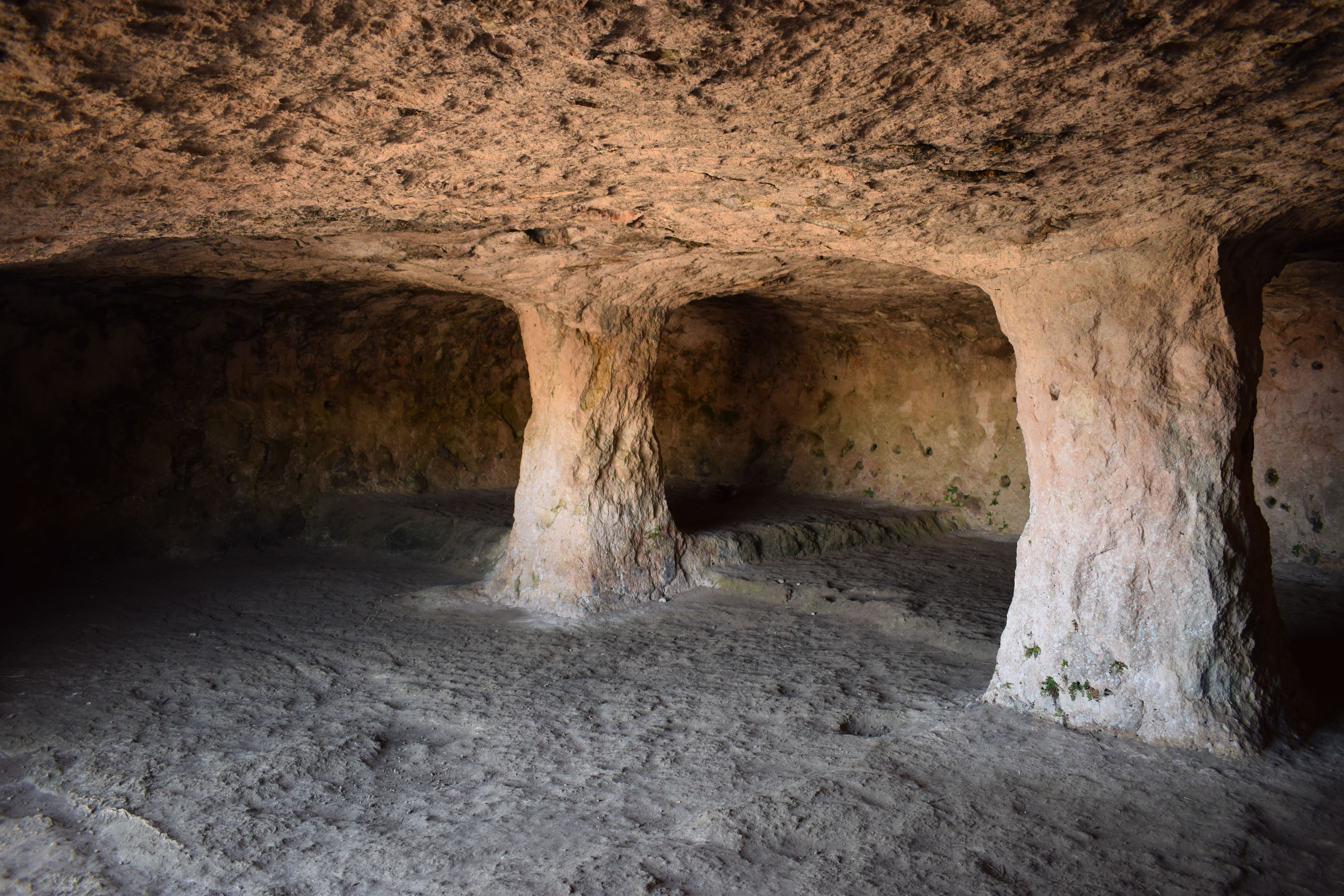
Höhle 14: zwei Säulen
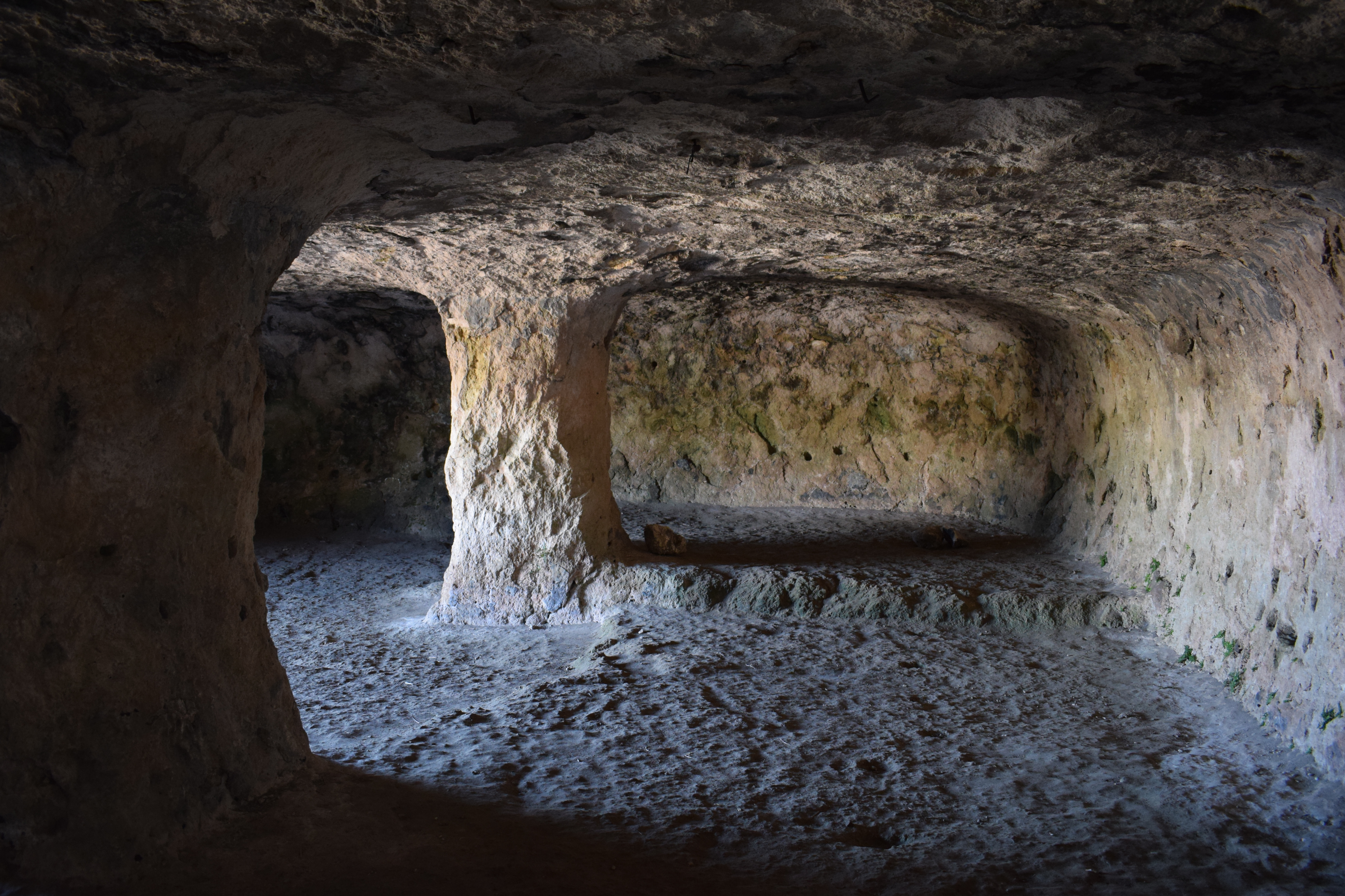
Höhle 14: Stufe im Boden
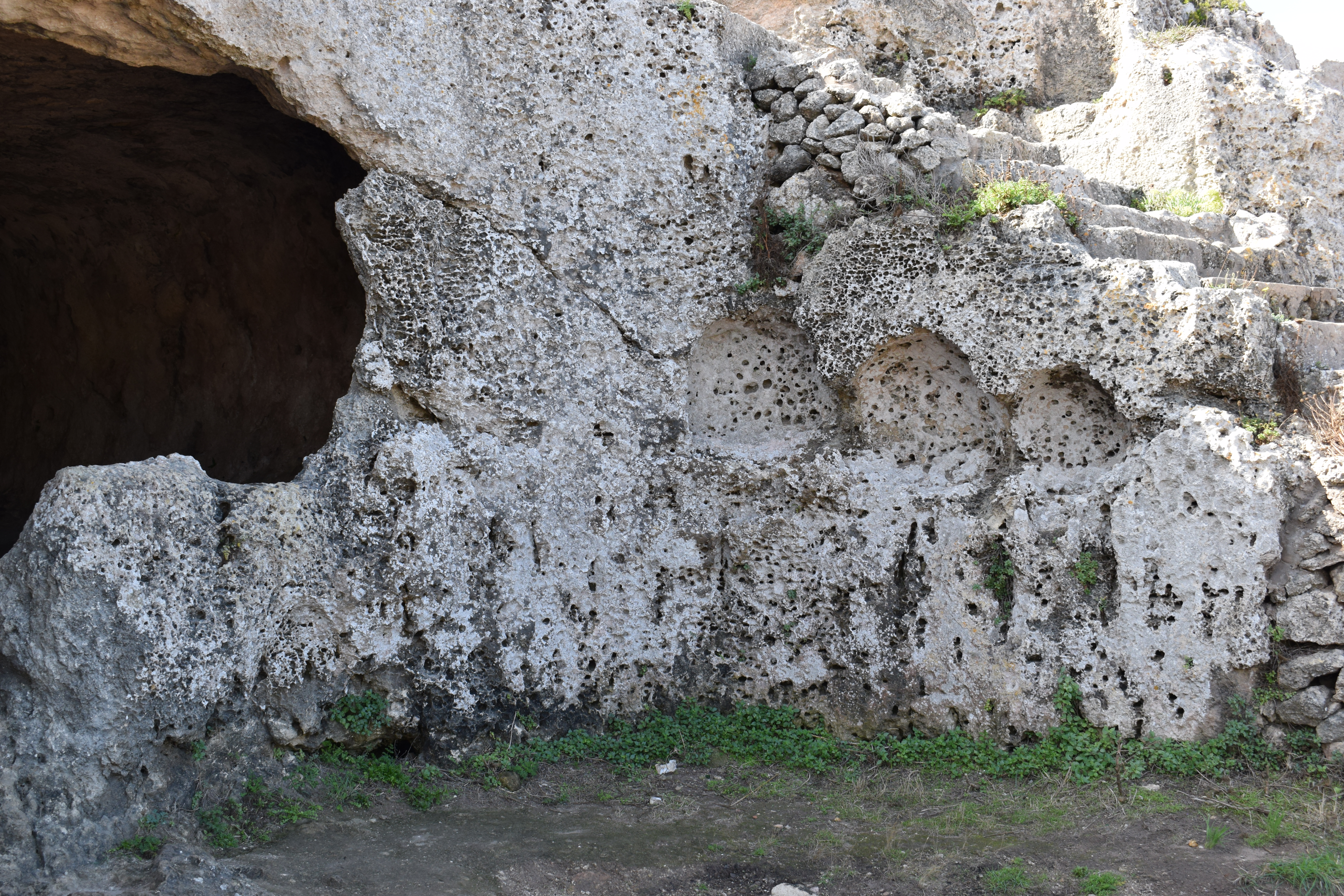
Höhle 14: Capades de moro an der Fassade
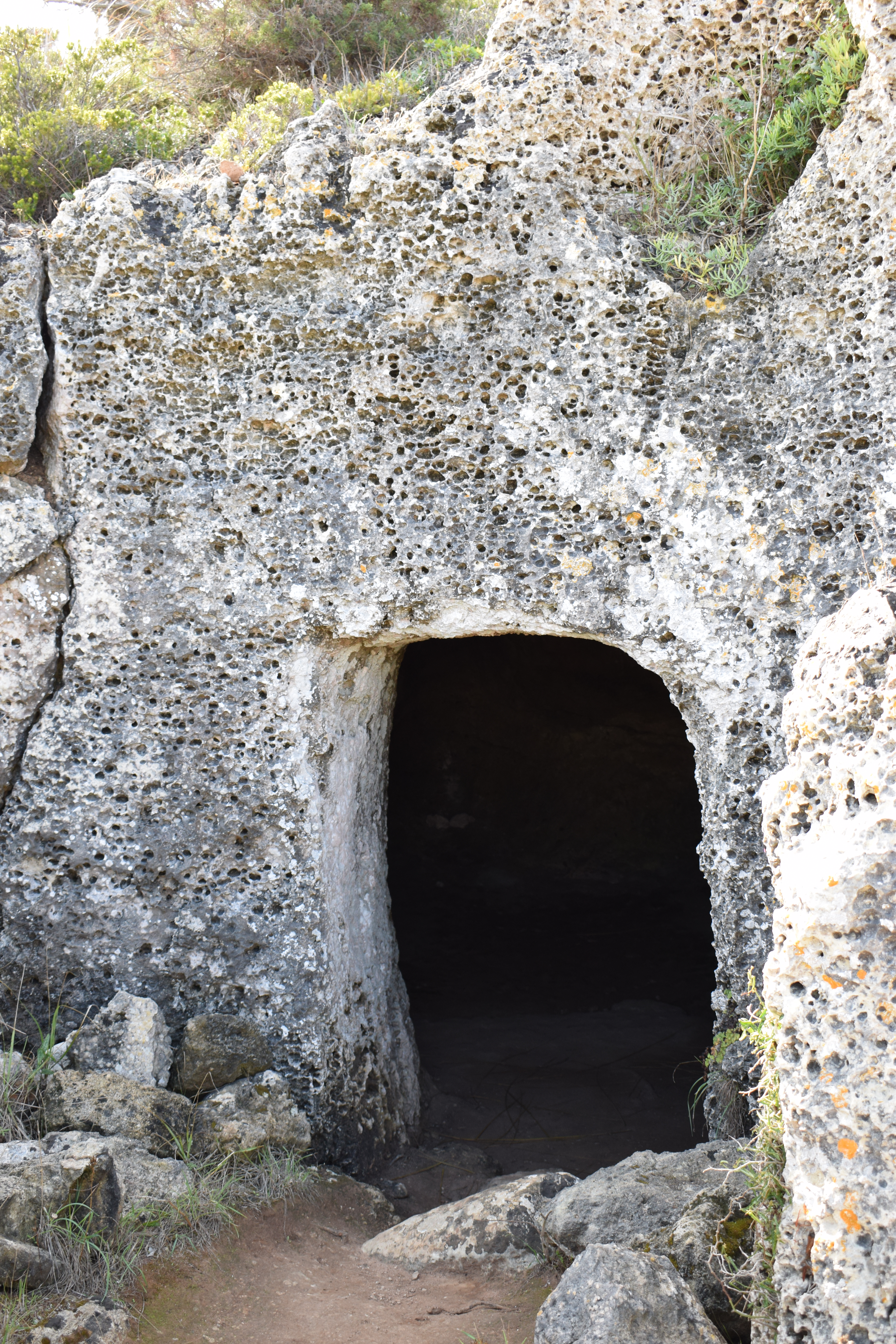
Fassade der Höhle 15

## Grabungen und Restaurierungen
1989 bis 1994 wurden von Gustau Juan Benejam für das Museu de Menorca mehrere Grabungen in und vor den Höhlen 9 bis 12 ausgeführt. F. Isbert restaurierte 2007 die Fassade von Höhle 4. Weitere Grabungen in den Höhlen 11 und 12 gab es 2011 und 2012.

## Denkmalschutz
Die Nekropole von Cala Morell ist seit 1966 als Kulturgut (Bien de Interés Cultural) unter der Registriernummer R-I-51-0000821 geschützt. Sie gehört zu den 32 archäologischen Stätten, die Spanien am 14. Januar 2016 als „Talayotische Kultur Menorcas“ offiziell für eine Aufnahme in die UNESCO-Liste des Welterbes vorschlug. Das Welterbekomitee stellte den Antrag auf seiner 41. Sitzung im Juli 2017 zurück und forderte Nachbesserungen. Zu den 24 Stätten die 2023 als „Talayotisches Menorca“ Weltkulturerbe wurden, gehört die Nekropole von Cala Morell nicht.